# 2007年のNASCARネクステルカップ・シリーズ

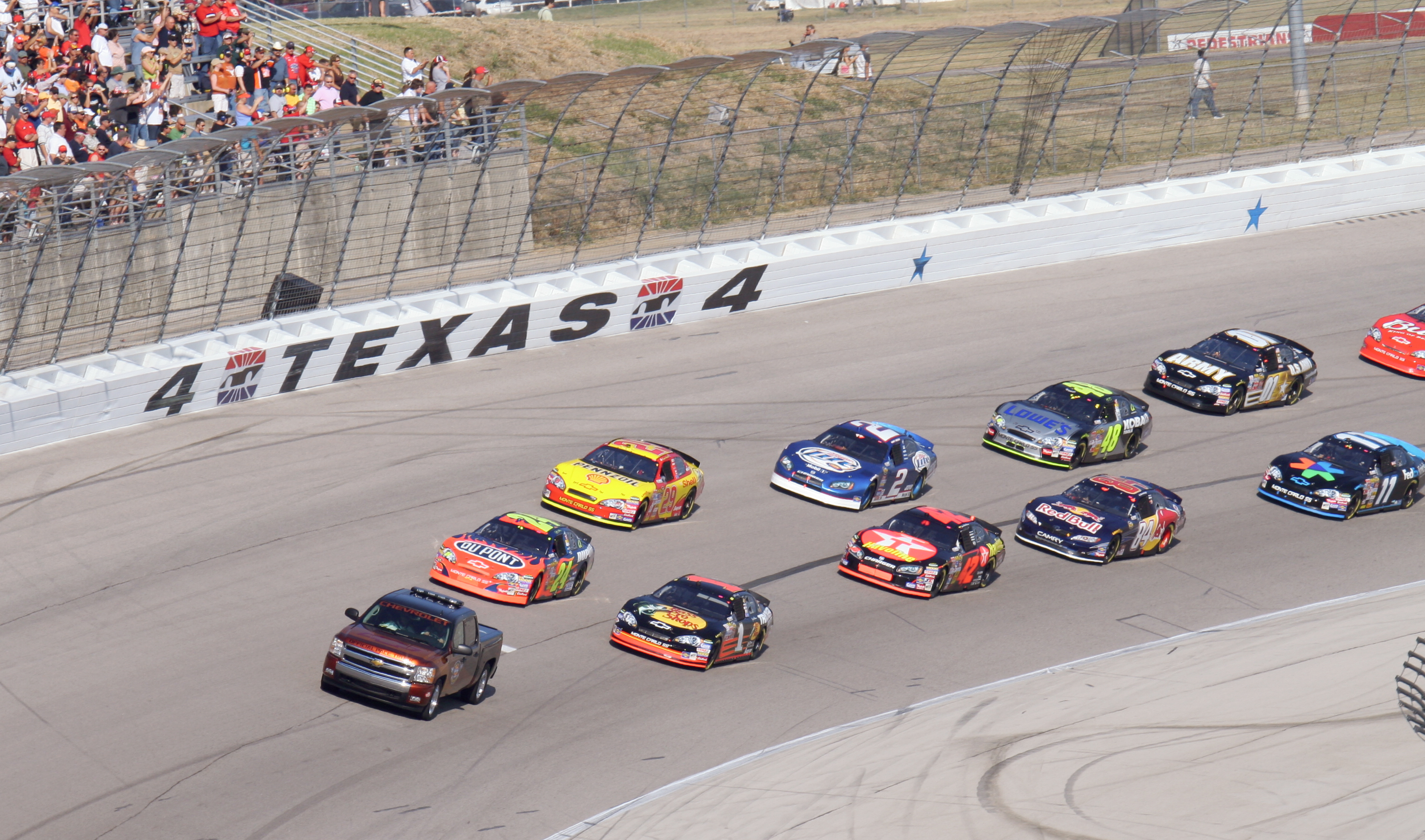
ペースカーに率いられる各車、テキサスで

2007年のNASCARネクステルカップ・シリーズは、2月10日のデイトナ・インターナショナル・スピードウェイにおけるバドワイザー・シュートアウトで始まり、11月18日のホームステッド＝マイアミ・スピードウェイにおけるフォード400で締めくくられた。2007年のチェイスフォーザネクステルカップはニューハンプシャー・モーター・スピードウェイにおけるシルヴァニア300から争われた。2007年シーズンはネクステルカップとしての最後のシーズンであった。ヘンドリック・モータースポーツのジミー・ジョンソンがタイトルを制し、マニファクチャラーズ・タイトルは26勝を挙げたシボレーが獲得した。

## 2007年のスケジュール
| 2007年のネクステルカップ・スケジュール   | 2007年のネクステルカップ・スケジュール           | 2007年のネクステルカップ・スケジュール         | 2007年のネクステルカップ・スケジュール | 2007年のネクステルカップ・スケジュール |
| 開催日                                   | レース                                           | 開催地                                         | ポールポジション                       | 優勝者                                 |
| ---------------------------------------- | ------------------------------------------------ | ---------------------------------------------- | -------------------------------------- | -------------------------------------- |
| 2/10                                     | バドワイザー・シュートアウト                     | デイトナ・インターナショナル・スピードウェイ   | デイル・ジャレット                     | トニー・スチュワート                   |
| 2/15                                     | ゲータレード・デュエル 1                         | デイトナ・インターナショナル・スピードウェイ   | デヴィッド・ギリランド                 | トニー・スチュワート                   |
| 2/15                                     | ゲータレード・デュエル 2                         | デイトナ・インターナショナル・スピードウェイ   | リッキー・ラッド                       | ジェフ・ゴードン                       |
| 2/18                                     | デイトナ500                                      | デイトナ・インターナショナル・スピードウェイ   | デヴィッド・ギリランド                 | ケヴィン・ハーヴィック                 |
| 2/25                                     | オートクラブ500                                  | オートクラブ・スピードウェイ                   | ジェフ・ゴードン                       | マット・ケンゼス                       |
| 3/11                                     | UAWダイムラークライスラー400                     | ラスベガス・モーター・スピードウェイ           | ケイシー・ケーン                       | ジミー・ジョンソン                     |
| 3/18                                     | コバルト・ツールズ500                            | アトランタ・モーター・スピードウェイ           | ライアン・ニューマン                   | ジミー・ジョンソン                     |
| 3/25                                     | フード・シティ500 (COT)                          | ブリストル・モーター・スピードウェイ           | ジェフ・ゴードン                       | カイル・ブッシュ                       |
| 4/1                                      | グーディズ・クールオレンジ500 (COT)              | マーティンズビル・スピードウェイ               | デニー・ハムリン                       | ジミー・ジョンソン                     |
| 4/15                                     | サムスン500                                      | テキサス・モーター・スピードウェイ             | ジェフ・ゴードン                       | ジェフ・バートン                       |
| 4/21                                     | サブウェイ・フレッシュフィット500 (COT)          | フェニックス・インターナショナル・レースウェイ | ジェフ・ゴードン                       | ジェフ・ゴードン                       |
| 4/29                                     | アーロンズ499                                    | タラデガ・スーパースピードウェイ               | ジェフ・ゴードン                       | ジェフ・ゴードン                       |
| 5/5                                      | クラウン・ロイヤル400 (COT)                      | リッチモンド・インターナショナル・レースウェイ | ジェフ・ゴードン                       | ジミー・ジョンソン                     |
| 5/12                                     | ダッジ・アヴェンジャー500 (COT)                  | ダーリントン・レースウェイ                     | クリント・ボウヤー                     | ジェフ・ゴードン                       |
| 5/19                                     | NASCARネクステル・オールスターチャレンジ         | ロウズ・モーター・スピードウェイ               | マット・ケンゼス                       | ケヴィン・ハーヴィック                 |
| 5/27                                     | コカ・コーラ600                                  | ロウズ・モーター・スピードウェイ               | ライアン・ニューマン                   | ケイシー・メアーズ                     |
| 6/3                                      | オーティズム・スピークス400 (COT)                | ドーバー・インターナショナル・スピードウェイ   | ライアン・ニューマン                   | マーティン・トゥーレックス・ジュニア   |
| 6/10                                     | ポコノ500                                        | ポコノ・レースウェイ                           | ライアン・ニューマン                   | ジェフ・ゴードン                       |
| 6/17                                     | シチズンズ・バンク400                            | ミシガン・インターナショナル・スピードウェイ   | J.J.イエリー                           | カール・エドワーズ                     |
| 6/24                                     | トヨタ/セーブマート350 (COT)                     | インフィニオン・レースウェイ                   | ジェイミー・マクマレー                 | ファン・パブロ・モントーヤ             |
| 7/1                                      | レノックス・インダストリアル・ツールズ300 (COT)  | ニューハンプシャー・モーター・スピードウェイ   | デイヴ・ブラニー                       | デニー・ハムリン                       |
| 7/7                                      | ペプシ400                                        | デイトナ・インターナショナル・スピードウェイ   | ジェフ・ゴードン                       | ジェイミー・マクマレー                 |
| 7/15                                     | USGシートロック400                               | シカゴランド・スピードウェイ                   | ケイシー・メアーズ                     | トニー・スチュワート                   |
| 7/29                                     | オールステート400アット・ザ・ブリックヤード      | インディアナポリス・モーター・スピードウェイ   | リード・ソレンソン                     | トニー・スチュワート                   |
| 8/5                                      | ペンシルベニア500                                | ポコノ・レースウェイ                           | デイル・アーンハートJr.                | カート・ブッシュ                       |
| 8/12                                     | センチュリオン・ボーツ・アット・ザ・グレン (COT) | ワトキンズ・グレン・インターナショナル         | ジェフ・ゴードン                       | トニー・スチュワート                   |
| 8/19                                     | 3Mパフォーマンス400                              | ミシガン・インターナショナル・スピードウェイ   | ジェフ・ゴードン                       | カート・ブッシュ                       |
| 8/25                                     | シャーピー500 (COT)                              | ブリストル・モーター・スピードウェイ           | ケイシー・ケーン                       | カール・エドワーズ                     |
| 9/2                                      | シャープ・アクオス500                            | オートクラブ・スピードウェイ                   | カート・ブッシュ                       | ジミー・ジョンソン                     |
| 9/8                                      | シェビー・ロックアンドロール400 (COT)            | リッチモンド・インターナショナル・レースウェイ | ジミー・ジョンソン                     | ジミー・ジョンソン                     |
| 2007年のチェイスフォーザネクステルカップ |                                                  |                                                |                                        |                                        |
| 9/16                                     | シルヴァニア300 (COT)                            | ニューハンプシャー・モーター・スピードウェイ   | クリント・ボウヤー                     | クリント・ボウヤー                     |
| 9/23                                     | ダッジ・ディーラーズ400 (COT)                    | ドーバー・インターナショナル・スピードウェイ   | ジミー・ジョンソン                     | カール・エドワーズ                     |
| 9/30                                     | ライフロック400                                  | カンザス・スピードウェイ                       | ジミー・ジョンソン                     | グレッグ・ビッフル                     |
| 10/7                                     | UAWフォード500 (COT)                             | タラデガ・スーパースピードウェイ               | マイケル・ウォルトリップ               | ジェフ・ゴードン                       |
| 10/13                                    | バンク・オブ・アメリカ500                        | ロウズ・モーター・スピードウェイ               | ライアン・ニューマン                   | ジェフ・ゴードン                       |
| 10/21                                    | サブウェイ500 (COT)                              | マーティンズビル・スピードウェイ               | ジェフ・ゴードン                       | ジミー・ジョンソン                     |
| 10/28                                    | ペプボーイズオート500                            | アトランタ・モーター・スピードウェイ           | グレッグ・ビッフル                     | ジミー・ジョンソン                     |
| 11/4                                     | ディッキーズ500                                  | テキサス・モーター・スピードウェイ             | マーティン・トゥーレックス・ジュニア   | ジミー・ジョンソン                     |
| 11/11                                    | チェッカー・オートパーツ500 (COT)                | フェニックス・インターナショナル・レースウェイ | カール・エドワーズ                     | ジミー・ジョンソン                     |
| 11/18                                    | フォード400                                      | ホームステッド＝マイアミ・スピードウェイ       | ジミー・ジョンソン                     | マット・ケンゼス                       |

## 2007年の参加チーム
| チーム                                                      | 使用車両               | 車番 | ドライバー                           | メインスポンサー                                          | クルーチーフ              | 出場ラウンド                                         |
| ----------------------------------------------------------- | ---------------------- | ---- | ------------------------------------ | --------------------------------------------------------- | ------------------------- | ---------------------------------------------------- |
| BAMレーシング                                               | ダッジ・チャージャー   | 49   | マイク・ブリス                       | ZoneLoans.com / Obovo.com / Paralyzed Veterans of America | リー・マッコール          | 1-15, 21                                             |
| BAMレーシング                                               | ダッジ・チャージャー   | 49   | クラウス・グラフ                     | Paralyzed Veterans of America                             | リー・マッコール          | 16, 22                                               |
| BAMレーシング                                               | ダッジ・チャージャー   | 49   | チャド・チャフィン                   | Paralyzed Veterans of America                             | リー・マッコール          | 17, 19                                               |
| BAMレーシング                                               | ダッジ・チャージャー   | 49   | ラリー・フォイト                     | Paralyzed Veterans of America                             | リー・マッコール          | 18                                                   |
| BAMレーシング                                               | ダッジ・チャージャー   | 49   | ケン・シュレーダー                   | Paralyzed Veterans of America                             | リー・マッコール          | 20                                                   |
| BAMレーシング                                               | ダッジ・チャージャー   | 49   | ジョン・アンドレッティ               | Paralyzed Veterans of America                             | リー・マッコール          | 23-36                                                |
| ビル・デイヴィス・レーシング                                | トヨタ・カムリ         | 22   | デイヴ・ブラニー                     | Caterpillar Inc.                                          | ケヴィン・ハムリン        | All                                                  |
| ビル・デイヴィス・レーシング                                | トヨタ・カムリ         | 23   | マイク・スキナー                     |                                                           | スラッガー・ラッベ        | 1                                                    |
| ビル・デイヴィス・レーシング                                | トヨタ・カムリ         | 23   | ブッチ・ライツィンガー               | Caterpillar Inc.                                          | スラッガー・ラッベ        | 16                                                   |
| ビル・デイヴィス・レーシング                                | トヨタ・カムリ         | 27   | ジャック・ヴィルヌーヴ               | UNICEF                                                    | スラッガー・ラッベ        | 30, 35                                               |
| ビル・デイヴィス・レーシング                                | トヨタ・カムリ         | 36   | ジェレミー・メイフィールド           | 360 OTC                                                   | デリック・フィンリー      | 1-15, 17-32                                          |
| ビル・デイヴィス・レーシング                                | トヨタ・カムリ         | 36   | マイク・スキナー                     | 360 OTC                                                   | デリック・フィンリー      | 33-34                                                |
| ビル・デイヴィス・レーシング                                | トヨタ・カムリ         | 36   | ジョニー・ベンソン                   | 360 OTC                                                   | デリック・フィンリー      | 35-36                                                |
| ブランドン・アッシュ・レーシング                            | ダッジ・チャージャー   | 02   | ブランドン・アッシュ                 | Sprinter Trucking Inc.                                    | ケネス・ウッド            | 8, 16                                                |
| CJMレーシング                                               | シボレー・モンテカルロ | 72   | ブランドン・ウィット                 | Dutch Quality Stone                                       |                           | 1-3                                                  |
| チップ・ガナッシ・レーシング ウィズ・フェリックス・サバテス | ダッジ・チャージャー   | 40   | デヴィッド・ストリーム               | Coors Light                                               | スティーヴ・レーン        | All                                                  |
| チップ・ガナッシ・レーシング ウィズ・フェリックス・サバテス | ダッジ・チャージャー   | 41   | リード・ソレンソン                   | Target Corporation                                        | ジミー・エレッジ          | All                                                  |
| チップ・ガナッシ・レーシング ウィズ・フェリックス・サバテス | ダッジ・チャージャー   | 42   | ファン・パブロ・モントーヤ (R)       | Texaco/Havoline                                           | ドニー・ウィンゴ          | All                                                  |
| デイル・アーンハート・インク                                | シボレー・モンテカルロ | 1    | マーティン・トゥーレックス・ジュニア | Bass Pro Shops                                            | ケヴィン・マニオン        | All                                                  |
| デイル・アーンハート・インク                                | シボレー・モンテカルロ | 8    | デイル・アーンハートJr.              | Budweiser                                                 | トニー・ユーリーJr.       | All                                                  |
| デイル・アーンハート・インク                                | シボレー・モンテカルロ | 15   | ポール・メナード (R)                 | Menards                                                   | トニー・ユーリーSr.       | All                                                  |
| E&Mモータースポーツ                                         | ダッジ・チャージャー   | 08   | ジョー・ネメチェク                   |                                                           | マーク・テューター        | 20, 23                                               |
| E&Mモータースポーツ                                         | ダッジ・チャージャー   | 08   | カール・ロング                       | 31                                                        | マーク・テューター        |                                                      |
| E&Mモータースポーツ                                         | ダッジ・チャージャー   | 08   | バーニー・ラマー                     | 33                                                        | マーク・テューター        |                                                      |
| エヴァーナム・モータースポーツ                              | ダッジ・チャージャー   | 9    | ケイシー・ケーン                     | Dodge/UAW                                                 | ケニー・フランシス        | All                                                  |
| エヴァーナム・モータースポーツ                              | ダッジ・チャージャー   | 10   | スコット・リグス                     | Valvoline                                                 | ロドニー・チルダース      | 1-21, 23-34                                          |
| エヴァーナム・モータースポーツ                              | ダッジ・チャージャー   | 10   | パトリック・カーペンティア           | Valvoline                                                 | ロドニー・チルダース      | 22, 35-36                                            |
| エヴァーナム・モータースポーツ                              | ダッジ・チャージャー   | 19   | エリオット・サドラー                 | Dodge/UAW                                                 | ジョシュ・ブラウン        | All                                                  |
| エヴァーナム・モータースポーツ                              | ダッジ・チャージャー   | 98   | ボリス・セッド                       | Valvoline                                                 | ランディ・シールズ        | 27                                                   |
| ファスト・トラック・レーシング                              | フォード・フュージョン | 71   | フランク・キンメル                   |                                                           |                           | 1                                                    |
| フロント・ロウ・モータースポーツ                            | シボレー・モンテカルロ | 34   | ケヴィン・レペイジ                   | Makoto / PGT Studios / MyAutoLoan.com                     | ランディ・シールズ        | 1-4, 7, 9, 34                                        |
| フロント・ロウ・モータースポーツ                            | シボレー・モンテカルロ | 34   | スタントン・バーレット               | Kingsport Iron & Metal / Thompson Metal                   | ランディ・シールズ        | 24                                                   |
| フロント・ロウ・モータースポーツ                            | シボレー・モンテカルロ | 37   | ビル・エリオット                     | Huddle House                                              | マーク・テューター        | 1                                                    |
| フロント・ロウ・モータースポーツ                            | シボレー・モンテカルロ | 37   | ジョン・アンドレッティ               | Camping World / RVs.com / Huddle House                    | マーク・テューター        | 2-4, 7-9                                             |
| フロント・ロウ・モータースポーツ                            | シボレー・モンテカルロ | 37   | ケヴィン・レペイジ                   | A&W Root Beer / Huddle House                              | マーク・テューター        | 5-6, 10-15, 17-21, 23-24, 26-28, 30, 32              |
| フロント・ロウ・モータースポーツ                            | シボレー・モンテカルロ | 37   | ブライアン・シモ                     |                                                           | マーク・テューター        | 16, 22                                               |
| ファニチャー・ロウ・レーシング                              | シボレー・モンテカルロ | 78   | ケニー・ウォレス                     | Furniture Row                                             | ジェイ・ガイ              | 1-22                                                 |
| ファニチャー・ロウ・レーシング                              | シボレー・モンテカルロ | 78   | スコット・ウィマー                   | Furniture Row                                             | ジェイ・ガイ              | 23                                                   |
| ファニチャー・ロウ・レーシング                              | シボレー・モンテカルロ | 78   | スターリング・マーリン               | Furniture Row                                             | ジェイ・ガイ              | 24                                                   |
| ファニチャー・ロウ・レーシング                              | シボレー・モンテカルロ | 78   | ジョー・ネメチェク                   | Furniture Row                                             | ジェイ・ガイ              | 25-36                                                |
| ジン・レーシング                                            | シボレー・モンテカルロ | 01   | マーク・マーティン                   | United States Army                                        | ライアン・ペンバートン    | 1-4, 7-8, 10-15, 18-21, 23, 26, 28-29, 31, 33-34, 36 |
| ジン・レーシング                                            | シボレー・モンテカルロ | 01   | レーガン・スミス                     | United States Army                                        | ライアン・ペンバートン    | 5-6, 9, 16-17, 22, 27                                |
| ジン・レーシング                                            | シボレー・モンテカルロ | 01   | アリック・アルミローラ               | United States Army                                        | ライアン・ペンバートン    | 24-25, 30, 32, 35                                    |
| ジン・レーシング                                            | シボレー・モンテカルロ | 13   | ジョー・ネメチェク                   | CertainTeed                                               | ピーター・ソスペンゾ      | 1-18                                                 |
| ジン・レーシング                                            | シボレー・モンテカルロ | 14   | スターリング・マーリン               | Waste Management                                          | スラッガー・ラッベ        | 1-18                                                 |
| ジン・レーシング                                            | シボレー・モンテカルロ | 39   | レーガン・スミス                     | Ginn Resorts                                              |                           | 1                                                    |
| ハースCNCレーシング                                         | シボレー・モンテカルロ | 66   | ジェフ・グリーン                     | Best Buy / Garmin                                         | ハロルド・ホリー          | 1-32                                                 |
| ハースCNCレーシング                                         | シボレー・モンテカルロ | 66   | ジェレミー・メイフィールド           | Best Buy / Garmin                                         | ハロルド・ホリー          | 33-36                                                |
| ハースCNCレーシング                                         | シボレー・モンテカルロ | 70   | ジョニー・サウター                   | Yellow Transportation                                     | ブーティ・バーカー        | All                                                  |
| ホール・オブ・フェイム・レーシング                          | シボレー・モンテカルロ | 96   | トニー・レインズ                     | Texas Instruments/DLP                                     | ブランドン・トーマス      | All                                                  |
| ヘンドリック・モータースポーツ                              | シボレー・モンテカルロ | 5    | カイル・ブッシュ                     | Kellogg Company                                           | アラン・ガスタフソン      | All                                                  |
| ヘンドリック・モータースポーツ                              | シボレー・モンテカルロ | 24   | ジェフ・ゴードン                     | DuPont                                                    | スティーヴ・レターテ      | All                                                  |
| ヘンドリック・モータースポーツ                              | シボレー・モンテカルロ | 25   | ケイシー・メアーズ                   | National Guard                                            | ダリアン・グラッブ        | All                                                  |
| ヘンドリック・モータースポーツ                              | シボレー・モンテカルロ | 48   | ジミー・ジョンソン                   | Lowe's                                                    | チャド・ナウス            | All                                                  |
| ハイルトン・モータースポーツ                                | シボレー・モンテカルロ | 58   | ジェームズ・ハイルトン               | Retirement Living TV                                      | ジェームズ・ハイルトンJr. | 1                                                    |
| ジョー・ギブス・レーシング                                  | シボレー・モンテカルロ | 11   | デニー・ハムリン                     | FedEx                                                     | マイク・フォード          | All                                                  |
| ジョー・ギブス・レーシング                                  | シボレー・モンテカルロ | 18   | J.J.イェリー                         | Interstate Batteries                                      | スティーヴ・アディントン  | All                                                  |
| ジョー・ギブス・レーシング                                  | シボレー・モンテカルロ | 20   | トニー・スチュワート                 | The Home Depot                                            | グレッグ・ジパデリ        | All                                                  |
| ジョー・ギブス・レーシング                                  | シボレー・モンテカルロ | 80   | アリック・アルミローラ               | Joe Gibbs Driven                                          |                           | 3                                                    |
| カーク・シェルマーディン・レーシング                        | シボレー・モンテカルロ | 27   | カーク・シェルマーディン             | Lily Trucking / Batista Grading                           | フィル・ハリス            | 1, 18, 31                                            |
| マクグリン・レーシング                                      | ダッジ・チャージャー   | 74   | デリック・コープ                     | Royal Admin Svcs                                          | ドム・ターズ              | 1                                                    |
| マイケル・ウォルトリップ・レーシング                        | トヨタ・カムリ         | 00   | デヴィッド・リューティマン (R)       | Burger King/Domino's Pizza                                | フランク・カー            | 1-15, 17-21, 23-36                                   |
| マイケル・ウォルトリップ・レーシング                        | トヨタ・カムリ         | 00   | P.J.ジョーンズ                       | Burger King/Domino's Pizza                                | フランク・カー            | 16, 22                                               |
| マイケル・ウォルトリップ・レーシング                        | トヨタ・カムリ         | 44   | デイル・ジャレット                   | United Parcel Service                                     | マット・ボーランド        | All                                                  |
| マイケル・ウォルトリップ・レーシング                        | トヨタ・カムリ         | 55   | マイケル・ウォルトリップ             | NAPA Auto Parts                                           | デヴィッド・ハイダー      | 1-15, 17-19, 21, 23-36                               |
| マイケル・ウォルトリップ・レーシング                        | トヨタ・カムリ         | 55   | テリー・ラボンテ                     | NAPA Auto Parts                                           | デヴィッド・ハイダー      | 16, 20, 22                                           |
| モーガン＝マクルーア・モータースポーツ                      | シボレー・モンテカルロ | 04   | エリック・マクルーア                 | Hefty / Crabby Joe's                                      | ロバート・ラーキンズ      | 1, 18                                                |
| モーガン＝マクルーア・モータースポーツ                      | シボレー・モンテカルロ | 4    | ウォード・バートン                   | State Water Heaters / Lucas Oil                           | クリス・キャリアー        | 1-35                                                 |
| モーガン＝マクルーア・モータースポーツ                      | シボレー・モンテカルロ | 4    | トッド・ボーディン                   | State Water Heaters / Lucas Oil                           | クリス・キャリアー        | 36                                                   |
| ペンスキー・レーシング                                      | ダッジ・チャージャー   | 06   | サム・ホーニッシュJr.                | Penske Truck Rental                                       | ロイ・マッコーリー        | 27-28, 30-33, 35-36                                  |
| ペンスキー・レーシング                                      | ダッジ・チャージャー   | 2    | カート・ブッシュ                     | Miller Lite                                               | ロイ・マッコーリー        | All                                                  |
| ペンスキー・レーシング                                      | ダッジ・チャージャー   | 12   | ライアン・ニューマン                 | Alltel                                                    | マイク・ネルソン          | All                                                  |
| フェニックス・レーシング                                    | シボレー・モンテカルロ | 09   | マイク・ウォレス                     | Miccosukee Gaming & Resorts                               | フレッド・ワンケ          | 1, 9, 18                                             |
| フェニックス・レーシング                                    | シボレー・モンテカルロ | 09   | スターリング・マーリン               | Miccosukee Gaming & Resorts                               | フレッド・ワンケ          | 30, 35-36                                            |
| ペティ・エンタープライゼス                                  | ダッジ・チャージャー   | 43   | ボビー・ラボンテ                     | Cheerios                                                  | ポール・アンドリューズ    | All                                                  |
| ペティ・エンタープライゼス                                  | ダッジ・チャージャー   | 45   | カイル・ペティ                       | Wells Fargo / Marathon Oil                                | ビリー・ウィルバーン      | 1-13, 16, 20-22, 25-36                               |
| ペティ・エンタープライゼス                                  | ダッジ・チャージャー   | 45   | チャド・マカムビー                   | Wells Fargo / Marathon Oil                                | ビリー・ウィルバーン      | 14, 23                                               |
| ペティ・エンタープライゼス                                  | ダッジ・チャージャー   | 45   | ジョン・アンドレッティ               | Wells Fargo / Marathon Oil                                | ビリー・ウィルバーン      | 15, 17-19                                            |
| ペティ・エンタープライゼス                                  | ダッジ・チャージャー   | 45   | ケニー・ウォレス                     | Wells Fargo / Marathon Oil                                | ビリー・ウィルバーン      | 24                                                   |
| リチャード・チルドレス・レーシング                          | シボレー・モンテカルロ | 07   | クリント・ボウヤー                   | Jack Daniel's                                             | ジル・マーティン          | All                                                  |
| リチャード・チルドレス・レーシング                          | シボレー・モンテカルロ | 29   | ケヴィン・ハーヴィック               | Shell/Pennzoil                                            | トッド・バーリアー        | All                                                  |
| リチャード・チルドレス・レーシング                          | シボレー・モンテカルロ | 31   | ジェフ・バートン                     | Cingular Wireless                                         | スコット・ミラー          | All                                                  |
| リチャード・チルドレス・レーシング                          | シボレー・モンテカルロ | 33   | スコット・ウィマー                   | Holiday Inn / Camping World                               | ボビー・レスリー          | 4, 7, 20, 28                                         |
| リック・ウェア・レーシング                                  | シボレー・モンテカルロ | 30   | スタントン・バーレット               | Bad Boy Power Drink / Pro30.com                           | カル・ノースロップ        | 1                                                    |
| ライリー・ドホント・モータースポーツ                        | トヨタ・カムリ         | 91   | マーク・グーセンス                   |                                                           | ジェリー・ピッツ          | 16                                                   |
| ロビー・ゴードン・モータースポーツ                          | フォード・フュージョン | 7    | ロビー・ゴードン                     | Harrah's/Jim Beam/MAPEI/Camping World                     | グレッグ・アーウィン      | 1-20, 22-36                                          |
| ロビー・ゴードン・モータースポーツ                          | フォード・フュージョン | 7    | P.J.ジョーンズ                       | Harrah's/Jim Beam/MAPEI/Camping World                     | グレッグ・アーウィン      | 21                                                   |
| ロビー・ゴードン・モータースポーツ                          | フォード・フュージョン | 77   | マーコス・アンブローズ               | Camping World / RVs.com / Kingsford                       | アーニー・コープ          | 22                                                   |
| ロバート・イェーツ・レーシング                              | フォード・フュージョン | 38   | デヴィッド・ギリランド               | M&M's                                                     | トッド・パロット          | All                                                  |
| ロバート・イェーツ・レーシング                              | フォード・フュージョン | 88   | リッキー・ラッド                     | Snickers                                                  | ブッチ・ハイルトン        | 1-25, 31-36                                          |
| ロバート・イェーツ・レーシング                              | フォード・フュージョン | 88   | ケニー・ウォレス                     | Snickers                                                  | ブッチ・ハイルトン        | 26-29                                                |
| ロバート・イェーツ・レーシング                              | フォード・フュージョン | 88   | マイク・ウォレス                     | Snickers                                                  | ブッチ・ハイルトン        | 30                                                   |
| ラウシュ・レーシング                                        | フォード・フュージョン | 6    | デヴィッド・レーガン (R)             | AAA                                                       | ジミー・フェンニク        | All                                                  |
| ラウシュ・レーシング                                        | フォード・フュージョン | 16   | グレッグ・ビッフル                   | Ameriquest/3M                                             | パット・トライソン        | All                                                  |
| ラウシュ・レーシング                                        | フォード・フュージョン | 17   | マット・ケンゼス                     | DeWalt                                                    | ロビー・ライザー          | All                                                  |
| ラウシュ・レーシング                                        | フォード・フュージョン | 26   | ジェイミー・マクマレー               | Crown Royal/Irwin Tools                                   | ラリー・カーター          | All                                                  |
| ラウシュ・レーシング                                        | フォード・フュージョン | 99   | カール・エドワーズ                   | Office Depot                                              | ボブ・オズボーン          | All                                                  |
| レッドブル・レーシング                                      | トヨタ・カムリ         | 83   | ブライアン・ヴィッカーズ             | Red Bull                                                  | ダグ・リチャート          | All                                                  |
| レッドブル・レーシング                                      | トヨタ・カムリ         | 84   | A.J.アルメンディンガー (R)           | Red Bull                                                  | リッキー・ヴィアーズ      | All                                                  |
| ウッド・ブラザーズ・レーシング                              | フォード・フュージョン | 21   | ケン・シュレーダー                   | Little Debbie/Air Force                                   | アーニー・コープ          | 1-2, 4-11, 27-30                                     |
| ウッド・ブラザーズ・レーシング                              | フォード・フュージョン | 21   | ジョン・ウッド                       | Little Debbie/Air Force                                   | アーニー・コープ          | 3                                                    |
| ウッド・ブラザーズ・レーシング                              | フォード・フュージョン | 21   | ビル・エリオット                     | Little Debbie/Air Force                                   | アーニー・コープ          | 12-21, 23-26, 31-36                                  |
| ウッド・ブラザーズ・レーシング                              | フォード・フュージョン | 21   | ボリス・セッド                       | Little Debbie/Air Force                                   | アーニー・コープ          | 22                                                   |
| ウッド・ブラザーズ JTGレーシング                            | フォード・フュージョン | 47   | ケン・シュレーダー                   | Ore-Ida / Kingsford / Clorox                              | ジーン・ネッド            | 3                                                    |
| ウッド・ブラザーズ JTGレーシング                            | フォード・フュージョン | 47   | ジョン・ウッド                       | Little Debbie Nutty Bars                                  | ジーン・ネッド            | 29                                                   |

## 2007年シーズンのレース

### バドワイザー・シュートアウト
| トップ10 | トップ10 | トップ10                 | トップ10 | トップ10                           |
| 順位     | 車番     | ドライバー               | 使用車両 | チーム                             |
| -------- | -------- | ------------------------ | -------- | ---------------------------------- |
| 1        | #20      | トニー・スチュワート     | シボレー | ジョー・ギブス・レーシング         |
| 2        | #38      | デヴィッド・ギリランド   | フォード | ロバート・イェーツ・レーシング     |
| 3        | #2       | カート・ブッシュ         | ダッジ   | ペンスキー・レーシング             |
| 4        | #48      | ジミー・ジョンソン       | シボレー | ヘンドリック・モータースポーツ     |
| 5        | #29      | ケヴィン・ハーヴィック   | シボレー | リチャード・チルドレス・レーシング |
| 6        | #01      | マーク・マーティン       | シボレー | ジン・レーシング                   |
| 7        | #5       | カイル・ブッシュ         | シボレー | ヘンドリック・モータースポーツ     |
| 8        | #83      | ブライアン・ヴィッカーズ | トヨタ   | レッドブル・レーシング             |
| 9        | #31      | ジェフ・バートン         | シボレー | リチャード・チルドレス・レーシング |
| 10       | #10      | スコット・リグス         | ダッジ   | エヴァーナム・モータースポーツ     |

### デイトナ500

#### ゲータレード・デュエル
| トップ10 | トップ10 | トップ10                             | トップ10                             | トップ10 | トップ10 | トップ10 | トップ10 | トップ10               | トップ10                           | トップ10 | トップ10 |
| レース 1 | レース 1 | レース 1                             | レース 1                             | レース 1 |          | レース 2 | レース 2 | レース 2               | レース 2                           | レース 2 |          |
| 順位     | 車番     | ドライバー                           | チーム                               | 使用車両 |          | 順位     | 車番     | ドライバー             | チーム                             | 使用車両 |          |
| -------- | -------- | ------------------------------------ | ------------------------------------ | -------- | -------- | -------- | -------- | ---------------------- | ---------------------------------- | -------- | -------- |
| 1        | 20       | トニー・スチュワート                 | ジョー・ギブス・レーシング           | シボレー |          | 1        | 24       | ジェフ・ゴードン §     | ヘンドリック・モータースポーツ     | シボレー |          |
| 2        | 8        | デイル・アーンハートJr.              | デイル・アーンハート・インク         | シボレー |          | 2        | 2        | カート・ブッシュ       | ペンスキー・レーシング             | ダッジ   |          |
| 3        | 31       | ジェフ・バートン                     | リチャード・チルドレス・レーシング   | シボレー |          | 3        | 40       | デヴィッド・ストリーム | チップ・ガナッシ・レーシング       | ダッジ   |          |
| 4        | 38       | デヴィッド・ギリランド               | ロバート・イェーツ・レーシング       | フォード |          | 4        | 5        | カイル・ブッシュ       | ヘンドリック・モータースポーツ     | シボレー |          |
| 5        | 11       | デニー・ハムリン                     | ジョー・ギブス・レーシング           | シボレー |          | 5        | 17       | マット・ケンゼス       | ラウシュ・フェンウェイ・レーシング | フォード |          |
| 6        | 07       | クリント・ボウヤー                   | リチャード・チルドレス・レーシング   | シボレー |          | 6        | 18       | J.J.イェリー           | ジョー・ギブス・レーシング         | シボレー |          |
| 7        | 1        | マーティン・トゥーレックス・ジュニア | デイル・アーンハート・インク         | シボレー |          | 7        | 99       | カール・エドワーズ     | ラウシュ・フェンウェイ・レーシング | フォード |          |
| 8        | 55       | マイケル・ウォルトリップ             | マイケル・ウォルトリップ・レーシング | トヨタ   |          | 8        | 12       | ライアン・ニューマン   | ペンスキー・レーシング             | ダッジ   |          |
| 9        | 25       | ケイシー・メアーズ                   | ヘンドリック・モータースポーツ       | シボレー |          | 9        | 13       | ジョー・ネメチェク     | ジン・レーシング                   | シボレー |          |
| 10       | 21       | ケン・シュレーダー                   | ウッド・ブラザーズ/JTGレーシング     | フォード |          | 10       | 96       | トニー・レインズ       | ホール・オブ・フェイム・レーシング | シボレー |          |

NOTE： 第1レースはグリーン・ホワイト・チェッカーのため3ラップ (157.5 miles) 延長

§ ： レース後の車両検査でジェフ・ゴードンの車がショック・アブソーバーのボルトの取り付けミスで1インチ車高が低かった事が判明した。ゴードンの優勝は変更されなかったが、デイトナ500の出走は42番手とされた。

#### デイトナ500
| トップ10 | トップ10 | トップ10                 | トップ10 | トップ10                           |
| 順位     | 車番     | ドライバー               | 使用車両 | チーム                             |
| -------- | -------- | ------------------------ | -------- | ---------------------------------- |
| 1        | #29      | ケヴィン・ハーヴィック   | シボレー | リチャード・チルドレス・レーシング |
| 2        | #01      | マーク・マーティン       | シボレー | ジン・レーシング                   |
| 3        | #31      | ジェフ・バートン         | シボレー | リチャード・チルドレス・レーシング |
| 4        | #09      | マイク・ウォレス         | シボレー | フェニックス・レーシング           |
| 5        | #6       | デヴィッド・レーガン (R) | フォード | ラウシュ・フェンウェイ・レーシング |
| 6        | #19      | エリオット・サドラー     | ダッジ   | エヴァーナム・モータースポーツ     |
| 7        | #9       | ケイシー・ケーン         | ダッジ   | エヴァーナム・モータースポーツ     |
| 8        | #38      | デヴィッド・ギリランド   | フォード | ロバート・イェーツ・レーシング     |
| 9        | #13      | ジョー・ネメチェク       | シボレー | ジン・レーシング                   |
| 10       | #24      | ジェフ・ゴードン         | シボレー | ヘンドリック・モータースポーツ     |

NOTE： レースはグリーン・ホワイト・チェッカーのため202ラップ／505マイルに延長
予選落ち： 
- Duel Race #1:
  1. 4- ウォード・バートン
  2. 30- スタントン・バーレット
  3. 36- ジェレミー・メイフィールド
  4. 37- ビル・エリオット
  5. 49- マイク・ブリス
  6. 58- ジェームズ・ハイルトン
  7. 72- ブランドン・ウィット
  8. 78- ケニー・ウォレス
  9. 84- A.J.アルメンディンガー
- Duel Race #2:
  1. 04- エリック・マクルーア
  2. 15- ポール・メナード
  3. 23- マイク・スキナー
  4. 27- カーク・シェルマーディン
  5. 34- ケヴィン・レペイジ
  6. 39- レーガン・スミス
  7. 71- フランク・キンメル
  8. 74- デリック・コープ
  9. 83- ブライアン・ヴィッカーズ

### オートクラブ500
| トップ10 | トップ10 | トップ10                 | トップ10 | トップ10                           |
| 順位     | 車番     | ドライバー               | 使用車両 | チーム                             |
| -------- | -------- | ------------------------ | -------- | ---------------------------------- |
| 1.       | #17      | マット・ケンゼス         | フォード | ラウシュ・フェンウェイ・レーシング |
| 2.       | #24      | ジェフ・ゴードン         | シボレー | ヘンドリック・モータースポーツ     |
| 3.       | #48      | ジミー・ジョンソン       | シボレー | ヘンドリック・モータースポーツ     |
| 4.       | #31      | ジェフ・バートン         | シボレー | リチャード・チルドレス・レーシング |
| 5.       | #01      | マーク・マーティン       | シボレー | ジン・レーシング                   |
| 6.       | #07      | クリント・ボウヤー       | シボレー | リチャード・チルドレス・レーシング |
| 7.       | #2       | カート・ブッシュ         | ダッジ   | ペンスキー・レーシング             |
| 8.       | #20      | トニー・スチュワート     | シボレー | ジョー・ギブス・レーシング         |
| 9.       | #5       | カイル・ブッシュ         | シボレー | ヘンドリック・モータースポーツ     |
| 10.      | #83      | ブライアン・ヴィッカーズ | トヨタ   | レッドブル・レーシング             |

予選落ち：
- 1. 08- ロバート・クライン
  2. 4- ウォード・バートン
  3. 34- ケヴィン・レペイジ
  4. 36- ジェレミー・メイフィールド
  5. 49- マイク・ブリス
  6. 55- マイケル・ウォルトリップ
  7. 72- ブランドン・ウィット
  8. 78- ケニー・ウォレス
  9. 84- A.J.アルメンディンガー

### UAWダイムラークライスラー400
| トップ10 | トップ10 | トップ10               | トップ10 | トップ10                           |
| 順位     | 車番     | ドライバー             | 使用車両 | チーム                             |
| -------- | -------- | ---------------------- | -------- | ---------------------------------- |
| 1.       | #48      | ジミー・ジョンソン     | シボレー | ヘンドリック・モータースポーツ     |
| 2.       | #24      | ジェフ・ゴードン       | シボレー | ヘンドリック・モータースポーツ     |
| 3.       | #11      | デニー・ハムリン       | シボレー | ジョー・ギブス・レーシング         |
| 4.       | #17      | マット・ケンゼス       | フォード | ラウシュ・フェンウェイ・レーシング |
| 5.       | #01      | マーク・マーティン     | シボレー | ジン・レーシング                   |
| 6.       | #99      | カール・エドワーズ     | フォード | ラウシュ・フェンウェイ・レーシング |
| 7.       | #20      | トニー・スチュワート   | シボレー | ジョー・ギブス・レーシング         |
| 8.       | #12      | ライアン・ニューマン   | ダッジ   | ペンスキー・レーシング             |
| 9.       | #5       | カイル・ブッシュ       | シボレー | ヘンドリック・モータースポーツ     |
| 10.      | #26      | ジェイミー・マクマレー | フォード | ラウシュ・フェンウェイ・レーシング |

予選落ち： 
- 1. 00- デヴィッド・リューティマン
  2. 08- ロバート・クライン
  3. 34- ケヴィン・レペイジ
  4. 36- ジェレミー・メイフィールド
  5. 37- ジョン・アンドレッティ
  6. 47- ケン・シュレーダー
  7. 49- マイク・ブリス
  8. 55- マイケル・ウォルトリップ
  9. 72- ブランドン・ウィット
  10. 83- ブライアン・ヴィッカーズ
  11. 84- A.J.アルメンディンガー

NOTE： レーガン・スミスは#39号車で予選を行うことになっていたが、車両は予選前に出走を取りやめた。

### コバルト・ツールズ500
| トップ10 | トップ10 | トップ10                             | トップ10 | トップ10                           |
| 順位     | 車番     | ドライバー                           | 使用車両 | チーム                             |
| -------- | -------- | ------------------------------------ | -------- | ---------------------------------- |
| 1.       | #48      | ジミー・ジョンソン                   | シボレー | ヘンドリック・モータースポーツ     |
| 2.       | #20      | トニー・スチュワート                 | シボレー | ジョー・ギブス・レーシング         |
| 3.       | #17      | マット・ケンゼス                     | フォード | ラウシュ・フェンウェイ・レーシング |
| 4.       | #31      | ジェフ・バートン                     | シボレー | リチャード・チルドレス・レーシング |
| 5.       | #42      | ファン・パブロ・モントーヤ (R)       | ダッジ   | チップ・ガナッシ・レーシング       |
| 6.       | #07      | クリント・ボウヤー                   | シボレー | リチャード・チルドレス・レーシング |
| 7.       | #99      | カール・エドワーズ                   | フォード | ラウシュ・フェンウェイ・レーシング |
| 8.       | #1       | マーティン・トゥーレックス・ジュニア | シボレー | デイル・アーンハート・インク       |
| 9.       | #41      | リード・ソレンソン                   | ダッジ   | チップ・ガナッシ・レーシング       |
| 10.      | #01      | マーク・マーティン                   | シボレー | ジン・レーシング                   |

予選落ち：
- 1. 4- ウォード・バートン
  2. 33- スコット・ウィマー
  3. 34- ケヴィン・レペイジ
  4. 36- ジェレミー・メイフィールド
  5. 37- ジョン・アンドレッティ
  6. 55- マイケル・ウォルトリップ
  7. 78- ケニー・ウォレス
  8. 84- A.J.アルメンディンガー

### フード・シティ500
| トップ10 | トップ10 | トップ10                | トップ10 | トップ10                           |
| 順位     | 車番     | ドライバー              | 使用車両 | チーム                             |
| -------- | -------- | ----------------------- | -------- | ---------------------------------- |
| 1.       | #5       | カイル・ブッシュ        | シボレー | ヘンドリック・モータースポーツ     |
| 2.       | #31      | ジェフ・バートン        | シボレー | リチャード・チルドレス・レーシング |
| 3.       | #24      | ジェフ・ゴードン        | シボレー | ヘンドリック・モータースポーツ     |
| 4.       | #29      | ケヴィン・ハーヴィック  | シボレー | リチャード・チルドレス・レーシング |
| 5.       | #16      | グレッグ・ビッフル      | フォード | ラウシュ・フェンウェイ・レーシング |
| 6.       | #66      | ジェフ・グリーン        | シボレー | ハースCNCレーシング                |
| 7.       | #8       | デイル・アーンハートJr. | シボレー | デイル・アーンハート・インク       |
| 8.       | #07      | クリント・ボウヤー      | シボレー | リチャード・チルドレス・レーシング |
| 9.       | #26      | ジェイミー・マクマレー  | フォード | ラウシュ・フェンウェイ・レーシング |
| 10.      | #25      | ケイシー・メアーズ      | シボレー | ヘンドリック・モータースポーツ     |

NOTE： レースはグリーン・ホワイト・チェッカーのため504ラップ／252マイルに延長
予選落ち： 
- 1. 00- デヴィッド・リューティマン
  2. 13- ジョー・ネメチェク
  3. 15- ポール・メナード
  4. 37- ケヴィン・レペイジ
  5. 55- マイケル・ウォルトリップ
  6. 70- ジョニー・サウター

### グーディズ・クールオレンジ500
| トップ10 | トップ10 | トップ10                | トップ10 | トップ10                           |
| 順位     | 車番     | ドライバー              | 使用車両 | チーム                             |
| -------- | -------- | ----------------------- | -------- | ---------------------------------- |
| 1.       | #48      | ジミー・ジョンソン      | シボレー | ヘンドリック・モータースポーツ     |
| 2.       | #24      | ジェフ・ゴードン        | シボレー | ヘンドリック・モータースポーツ     |
| 3.       | #11      | デニー・ハムリン        | シボレー | ジョー・ギブス・レーシング         |
| 4.       | #5       | カイル・ブッシュ        | シボレー | ヘンドリック・モータースポーツ     |
| 5.       | #8       | デイル・アーンハートJr. | シボレー | デイル・アーンハート・インク       |
| 6.       | #31      | ジェフ・バートン        | シボレー | リチャード・チルドレス・レーシング |
| 7.       | #20      | トニー・スチュワート    | シボレー | ジョー・ギブス・レーシング         |
| 8.       | #10      | スコット・リグス        | ダッジ   | エヴァーナム・モータースポーツ     |
| 9.       | #26      | ジェイミー・マクマレー  | フォード | ラウシュ・フェンウェイ・レーシング |
| 10.      | #17      | マット・ケンゼス        | フォード | ラウシュ・フェンウェイ・レーシング |

予選落ち： ウォード・バートン (#4), ポール・メナード (#15),
ケヴィン・レペイジ (#37), マイケル・ウォルトリップ (#55), ケニー・ウォレス (#78), ブライアン・ヴィッカーズ (#83),

### サムスン500
| トップ10 | トップ10 | トップ10                             | トップ10 | トップ10                           |
| 順位     | 車番     | ドライバー                           | 使用車両 | チーム                             |
| -------- | -------- | ------------------------------------ | -------- | ---------------------------------- |
| 1.       | #31      | ジェフ・バートン                     | シボレー | リチャード・チルドレス・レーシング |
| 2.       | #17      | マット・ケンゼス                     | フォード | ラウシュ・フェンウェイ・レーシング |
| 3.       | #01      | マーク・マーティン                   | シボレー | ジン・レーシング                   |
| 4.       | #24      | ジェフ・ゴードン                     | シボレー | ヘンドリック・モータースポーツ     |
| 5.       | #26      | ジェイミー・マクマレー               | フォード | ラウシュ・フェンウェイ・レーシング |
| 6.       | #16      | グレッグ・ビッフル                   | フォード | ラウシュ・フェンウェイ・レーシング |
| 7.       | #1       | マーティン・トゥーレックス・ジュニア | シボレー | デイル・アーンハート・インク       |
| 8.       | #42      | ファン・パブロ・モントーヤ (R)       | ダッジ   | チップ・ガナッシ・レーシング       |
| 9.       | #11      | デニー・ハムリン                     | シボレー | ジョー・ギブス・レーシング         |
| 10.      | #40      | デヴィッド・ストリーム               | ダッジ   | チップ・ガナッシ・レーシング       |

予選落ち（雨のため予選取りやめ）： デヴィッド・リューティマン (#00), ジェレミー・メイフィールド (#36), ジョン・アンドレッティ (#37), A.J.アルメンディンガー (#84), マイケル・ウォルトリップ (#55), ウォード・バートン (#4), ケヴィン・レペイジ (#34), スコット・ウィマー (#33)

### サブウェイ・フレッシュフィット500
| トップ10 | トップ10 | トップ10               | トップ10 | トップ10                           |
| 順位     | 車番     | ドライバー             | 使用車両 | チーム                             |
| -------- | -------- | ---------------------- | -------- | ---------------------------------- |
| 1.       | #24      | ジェフ・ゴードン       | シボレー | ヘンドリック・モータースポーツ     |
| 2.       | #20      | トニー・スチュワート   | シボレー | ジョー・ギブス・レーシング         |
| 3.       | #11      | デニー・ハムリン       | シボレー | ジョー・ギブス・レーシング         |
| 4.       | #48      | ジミー・ジョンソン     | シボレー | ヘンドリック・モータースポーツ     |
| 5.       | #17      | マット・ケンゼス       | フォード | ラウシュ・フェンウェイ・レーシング |
| 6.       | #66      | ジェフ・グリーン       | シボレー | ハースCNCレーシング                |
| 7.       | #5       | カイル・ブッシュ       | シボレー | ヘンドリック・モータースポーツ     |
| 8.       | #43      | ボビー・ラボンテ       | ダッジ   | ペティ・エンタープライゼス         |
| 9.       | #70      | ジョニー・サウター     | シボレー | ハースCNCレーシング                |
| 10.      | #29      | ケヴィン・ハーヴィック | シボレー | リチャード・チルドレス・レーシング |

予選落ち： ジェレミー・メイフィールド (#36), マイケル・ウォルトリップ (#55), ジョン・アンドレッティ (#37), ブライアン・ヴィッカーズ (#83), A.J.アルメンディンガー (#84), マイク・ブリス (#49), ブランドン・アッシュ (#02)

### アーロンズ499
| トップ10 | トップ10 | トップ10                             | トップ10 | トップ10                           |
| 順位     | 車番     | ドライバー                           | 使用車両 | チーム                             |
| -------- | -------- | ------------------------------------ | -------- | ---------------------------------- |
| 1.       | #24      | ジェフ・ゴードン                     | シボレー | ヘンドリック・モータースポーツ     |
| 2.       | #48      | ジミー・ジョンソン                   | シボレー | ヘンドリック・モータースポーツ     |
| 3.       | #2       | カート・ブッシュ                     | ダッジ   | ペンスキー・レーシング             |
| 4.       | #38      | デヴィッド・ギリランド               | フォード | ロバート・イェーツ・レーシング     |
| 5.       | #26      | ジェイミー・マクマレー               | フォード | ラウシュ・フェンウェイ・レーシング |
| 6.       | #29      | ケヴィン・ハーヴィック               | シボレー | リチャード・チルドレス・レーシング |
| 7.       | #8       | デイル・アーンハートJr.              | シボレー | デイル・アーンハート・インク       |
| 8.       | #40      | デヴィッド・ストリーム               | ダッジ   | チップ・ガナッシ・レーシング       |
| 9.       | #12      | ライアン・ニューマン                 | ダッジ   | ペンスキー・レーシング             |
| 10.      | #1       | マーティン・トゥーレックス・ジュニア | シボレー | デイル・アーンハート・インク       |

予選落ち： マイケル・ウォルトリップ (#55), ブライアン・ヴィッカーズ (#83), デイヴ・ブラニー (#22), A.J.アルメンディンガー (#84), ケン・シュレーダー (#21), マイク・ウォレス (#09), ケヴィン・レペイジ (#34), ジョン・アンドレッティ (#37), マイク・ブリス (#49)

### クラウン・ロイヤル400
| トップ10 | トップ10 | トップ10               | トップ10 | トップ10                           |
| 順位     | 車番     | ドライバー             | 使用車両 | チーム                             |
| -------- | -------- | ---------------------- | -------- | ---------------------------------- |
| 1.       | #48      | ジミー・ジョンソン     | シボレー | ヘンドリック・モータースポーツ     |
| 2.       | #5       | カイル・ブッシュ       | シボレー | ヘンドリック・モータースポーツ     |
| 3.       | #11      | デニー・ハムリン       | シボレー | ジョー・ギブス・レーシング         |
| 4.       | #24      | ジェフ・ゴードン       | シボレー | ヘンドリック・モータースポーツ     |
| 5.       | #2       | カート・ブッシュ       | ダッジ   | ペンスキー・レーシング             |
| 6.       | #12      | ライアン・ニューマン   | ダッジ   | ペンスキー・レーシング             |
| 7.       | #29      | ケヴィン・ハーヴィック | シボレー | リチャード・チルドレス・レーシング |
| 8.       | #20      | トニー・スチュワート   | シボレー | ジョー・ギブス・レーシング         |
| 9.       | #07      | クリント・ボウヤー     | シボレー | リチャード・チルドレス・レーシング |
| 10.      | #17      | マット・ケンゼス       | フォード | ラウシュ・フェンウェイ・レーシング |

予選落ち： ブライアン・ヴィッカーズ (#83), マイケル・ウォルトリップ (#55), ジェレミー・メイフィールド (#36), ケン・シュレーダー (#21), デイル・ジャレット (#44), ケヴィン・レペイジ (#37), マイク・ブリス (#49)

### ダッジ・アヴェンジャー500
| トップ10 | トップ10 | トップ10                | トップ10 | トップ10                           |
| 順位     | 車番     | ドライバー              | 使用車両 | チーム                             |
| -------- | -------- | ----------------------- | -------- | ---------------------------------- |
| 1.       | #24      | ジェフ・ゴードン        | シボレー | ヘンドリック・モータースポーツ     |
| 2.       | #11      | デニー・ハムリン        | シボレー | ジョー・ギブス・レーシング         |
| 3.       | #48      | ジミー・ジョンソン      | シボレー | ヘンドリック・モータースポーツ     |
| 4.       | #12      | ライアン・ニューマン    | ダッジ   | ペンスキー・レーシング             |
| 5.       | #99      | カール・エドワーズ      | フォード | ラウシュ・フェンウェイ・レーシング |
| 6.       | #20      | トニー・スチュワート    | シボレー | ジョー・ギブス・レーシング         |
| 7.       | #17      | マット・ケンゼス        | フォード | ラウシュ・フェンウェイ・レーシング |
| 8.       | #8       | デイル・アーンハートJr. | シボレー | デイル・アーンハート・インク       |
| 9.       | #07      | クリント・ボウヤー      | シボレー | リチャード・チルドレス・レーシング |
| 10.      | #31      | ジェフ・バートン        | シボレー | リチャード・チルドレス・レーシング |

予選落ち： ウォード・バートン (#4), スコット・リグス (#10),
ジェレミー・メイフィールド (#36),  デイル・ジャレット (#44), マイク・ブリス (#49), マイケル・ウォルトリップ (#55).

### NASCARネクステル・オールスターチャレンジ
| トップ10 | トップ10 | トップ10                             | トップ10 | トップ10                           |
| 順位     | 車番     | ドライバー                           | 使用車両 | チーム                             |
| -------- | -------- | ------------------------------------ | -------- | ---------------------------------- |
| 1        | #29      | ケヴィン・ハーヴィック               | シボレー | リチャード・チルドレス・レーシング |
| 2        | #48      | ジミー・ジョンソン                   | シボレー | ヘンドリック・モータースポーツ     |
| 3        | #01      | マーク・マーティン                   | シボレー | ジン・レーシング                   |
| 4        | #31      | ジェフ・バートン                     | シボレー | リチャード・チルドレス・レーシング |
| 5        | #20      | トニー・スチュワート                 | シボレー | ジョー・ギブス・レーシング         |
| 6        | #70      | ジョニー・サウター                   | シボレー | ハースCNCレーシング                |
| 7        | #17      | マット・ケンゼス                     | フォード | ラウシュ・フェンウェイ・レーシング |
| 8        | #12      | ライアン・ニューマン                 | ダッジ   | ペンスキー・レーシング             |
| 9        | #8       | デイル・アーンハートJr.              | シボレー | デイル・アーンハート・インク       |
| 10       | #1       | マーティン・トゥーレックス・ジュニア | シボレー | デイル・アーンハート・インク       |

### コカ・コーラ600
| トップ10 | トップ10 | トップ10                 | トップ10 | トップ10                       |
| 順位     | 車番     | ドライバー               | 使用車両 | チーム                         |
| -------- | -------- | ------------------------ | -------- | ------------------------------ |
| 1.       | #25      | ケイシー・メアーズ       | シボレー | ヘンドリック・モータースポーツ |
| 2.       | #18      | J.J.イェリー             | シボレー | ジョー・ギブス・レーシング     |
| 3.       | #45      | カイル・ペティ           | ダッジ   | ペティ・エンタープライゼス     |
| 4.       | #41      | リード・ソレンソン       | ダッジ   | チップ・ガナッシ・レーシング   |
| 5.       | #83      | ブライアン・ヴィッカーズ | トヨタ   | レッドブル・レーシング         |
| 6.       | #20      | トニー・スチュワート     | シボレー | ジョー・ギブス・レーシング     |
| 7.       | #88      | リッキー・ラッド         | フォード | ロバート・イェーツ・レーシング |
| 8.       | #8       | デイル・アーンハートJr.  | シボレー | デイル・アーンハート・インク   |
| 9.       | #11      | デニー・ハムリン         | シボレー | ジョー・ギブス・レーシング     |
| 10.      | #48      | ジミー・ジョンソン       | シボレー | ヘンドリック・モータースポーツ |

予選落ち： デヴィッド・リューティマン (#00), ウォード・バートン (#4), ポール・メナード (#15), ケヴィン・レペイジ (#37), マイク・ブリス (#49), マイケル・ウォルトリップ (#55).

### オーティズム・スピークス400プレゼンテッド・バイ・ビザ
| トップ10 | トップ10 | トップ10                             | トップ10 | トップ10                           |
| 順位     | 車番     | ドライバー                           | 使用車両 | チーム                             |
| -------- | -------- | ------------------------------------ | -------- | ---------------------------------- |
| 1.       | #1       | マーティン・トゥーレックス・ジュニア | シボレー | デイル・アーンハート・インク       |
| 2.       | #12      | ライアン・ニューマン                 | ダッジ   | ペンスキー・レーシング             |
| 3.       | #99      | カール・エドワーズ                   | フォード | ラウシュ・フェンウェイ・レーシング |
| 4.       | #11      | デニー・ハムリン                     | シボレー | ジョー・ギブス・レーシング         |
| 5.       | #17      | マット・ケンゼス                     | フォード | ラウシュ・フェンウェイ・レーシング |
| 6.       | #16      | グレッグ・ビッフル                   | フォード | ラウシュ・フェンウェイ・レーシング |
| 7.       | #01      | マーク・マーティン                   | シボレー | ジン・レーシング                   |
| 8.       | #07      | クリント・ボウヤー                   | シボレー | リチャード・チルドレス・レーシング |
| 9.       | #24      | ジェフ・ゴードン                     | シボレー | ヘンドリック・モータースポーツ     |
| 10.      | #7       | ロビー・ゴードン                     | フォード | ロビー・ゴードン・モータースポーツ |

予選落ち： デヴィッド・リューティマン (#00), ポール・メナード (#15), デイヴ・ブラニー (#22), ケヴィン・レペイジ (#37), マイク・ブリス (#49), ケニー・ウォレス (#78).

### ポコノ500
| トップ10 | トップ10 | トップ10                             | トップ10 | トップ10                           |
| 順位     | 車番     | ドライバー                           | 使用車両 | チーム                             |
| -------- | -------- | ------------------------------------ | -------- | ---------------------------------- |
| 1.       | #24      | ジェフ・ゴードン                     | シボレー | ヘンドリック・モータースポーツ     |
| 2.       | #12      | ライアン・ニューマン                 | ダッジ   | ペンスキー・レーシング             |
| 3.       | #1       | マーティン・トゥーレックス・ジュニア | シボレー | デイル・アーンハート・インク       |
| 4.       | #25      | ケイシー・メアーズ                   | シボレー | ヘンドリック・モータースポーツ     |
| 5.       | #20      | トニー・スチュワート                 | シボレー | ジョー・ギブス・レーシング         |
| 6.       | #11      | デニー・ハムリン                     | シボレー | ジョー・ギブス・レーシング         |
| 7.       | #01      | マーク・マーティン                   | シボレー | ジン・レーシング                   |
| 8.       | #5       | カイル・ブッシュ                     | シボレー | ヘンドリック・モータースポーツ     |
| 9.       | #17      | マット・ケンゼス                     | フォード | ラウシュ・フェンウェイ・レーシング |
| 10.      | #07      | クリント・ボウヤー                   | シボレー | リチャード・チルドレス・レーシング |

NOTE： レースは夕闇と雨のため106ラップで終了
予選落ち：   ジェレミー・メイフィールド (#36), ケヴィン・レペイジ (#37), デイル・ジャレット (#44), マイク・ブリス (#49), マイケル・ウォルトリップ (#55), ケニー・ウォレス (#78).

### シチズンズ・バンク400
| トップ10 | トップ10 | トップ10                             | トップ10 | トップ10                             |
| 順位     | 車番     | ドライバー                           | 使用車両 | チーム                               |
| -------- | -------- | ------------------------------------ | -------- | ------------------------------------ |
| 1.       | #99      | カール・エドワーズ                   | フォード | ラウシュ・フェンウェイ・レーシング   |
| 2.       | #1       | マーティン・トゥーレックス・ジュニア | シボレー | デイル・アーンハート・インク         |
| 3.       | #20      | トニー・スチュワート                 | シボレー | ジョー・ギブス・レーシング           |
| 4.       | #25      | ケイシー・メアーズ                   | シボレー | ヘンドリック・モータースポーツ       |
| 5.       | #8       | デイル・アーンハートJr.              | シボレー | デイル・アーンハート・インク         |
| 6.       | #5       | カイル・ブッシュ                     | シボレー | ヘンドリック・モータースポーツ       |
| 7.       | #29      | ケヴィン・ハーヴィック               | シボレー | リチャード・チルドレス・レーシング   |
| 8.       | #26      | ジェイミー・マクマレー               | フォード | ラウシュ・フェンウェイ・レーシング   |
| 9.       | #24      | ジェフ・ゴードン                     | シボレー | ヘンドリック・モータースポーツ       |
| 10.      | #55      | マイケル・ウォルトリップ             | トヨタ   | マイケル・ウォルトリップ・レーシング |

予選落ち： ウォード・バートン (#4), ジェレミー・メイフィールド (#36), ケヴィン・レペイジ (#37), デイル・ジャレット (#44),  マイク・ブリス (#49), ケニー・ウォレス (#78).

### トヨタ/セーブマート350
| トップ10 | トップ10 | トップ10                       | トップ10 | トップ10                           |
| 順位     | 車番     | ドライバー                     | 使用車両 | チーム                             |
| -------- | -------- | ------------------------------ | -------- | ---------------------------------- |
| 1.       | #42      | ファン・パブロ・モントーヤ (R) | ダッジ   | チップ・ガナッシ・レーシング       |
| 2.       | #29      | ケヴィン・ハーヴィック         | シボレー | リチャード・チルドレス・レーシング |
| 3.       | #31      | ジェフ・バートン               | シボレー | リチャード・チルドレス・レーシング |
| 4.       | #07      | クリント・ボウヤー             | シボレー | リチャード・チルドレス・レーシング |
| 5.       | #16      | グレッグ・ビッフル             | フォード | ラウシュ・フェンウェイ・レーシング |
| 6.       | #20      | トニー・スチュワート           | シボレー | ジョー・ギブス・レーシング         |
| 7.       | #24      | ジェフ・ゴードン               | シボレー | ヘンドリック・モータースポーツ     |
| 8.       | #5       | カイル・ブッシュ               | シボレー | ヘンドリック・モータースポーツ     |
| 9.       | #60      | ボリス・セッド                 | フォード | ノーフィアー・レーシング           |
| 10.      | #11      | デニー・ハムリン               | シボレー | ジョー・ギブス・レーシング         |

予選落ち： ウォード・バートン (#4), ブライアン・ヴィッカーズ (#83), A.J.アルメンディンガー (#84), ケニー・ウォレス (#78), スコット・リグス (#10), クラウス・グラフ (#49), ブランドン・アッシュ (#02), ブライアン・シモ (#37), ポール・メナード (#15)

### レノックス・インダストリアル・ツールズ300
| トップ10 | トップ10 | トップ10                             | トップ10 | トップ10                           |
| 順位     | 車番     | ドライバー                           | 使用車両 | チーム                             |
| -------- | -------- | ------------------------------------ | -------- | ---------------------------------- |
| 1.       | #11      | デニー・ハムリン                     | シボレー | ジョー・ギブス・レーシング         |
| 2.       | #24      | ジェフ・ゴードン                     | シボレー | ヘンドリック・モータースポーツ     |
| 3.       | #1       | マーティン・トゥーレックス・ジュニア | シボレー | デイル・アーンハート・インク       |
| 4.       | #8       | デイル・アーンハートJr.              | シボレー | デイル・アーンハート・インク       |
| 5.       | #48      | ジミー・ジョンソン                   | シボレー | ヘンドリック・モータースポーツ     |
| 6.       | #66      | ジェフ・グリーン                     | シボレー | ハースCNCレーシング                |
| 7.       | #31      | ジェフ・バートン                     | シボレー | リチャード・チルドレス・レーシング |
| 8.       | #29      | ケヴィン・ハーヴィック               | シボレー | リチャード・チルドレス・レーシング |
| 9.       | #17      | マット・ケンゼス                     | フォード | ラウシュ・フェンウェイ・レーシング |
| 10.      | #12      | ライアン・ニューマン                 | ダッジ   | ペンスキー・レーシング             |

予選落ち： マイケル・ウォルトリップ (#55), チャド・チャフィン (#49)*, A.J.アルメンディンガー (#84), ケニー・ウォレス (#78), スコット・リグス (#10), デイル・ジャレット (#44).
NOTE： 予選の直後、ブライアン・ヴィッカーズの運転するレッドブル・レーシングの#83号車が予選後検査で前部ヴァランスが低すぎたため、予選タイムが無効とされた。ヴィッカーズのポジションからはチャド・チャフィンがスタートすることとなった。レース後、カイル・ブッシュおよびジョニー・サウターの車両が本選後検査で車高が低すぎたことが判明した。両チームとも車両が没収され、ドライバーおよびオーナーズポイントが25ポイント無効とされた。クルーチーフは25,000ドルの罰金を科され、次のニューハンプシャー戦後の9月19日まで執行猶予とされた。

### ペプシ400
| トップ10 | トップ10 | トップ10               | トップ10 | トップ10                           |
| 順位     | 車番     | ドライバー             | 使用車両 | チーム                             |
| -------- | -------- | ---------------------- | -------- | ---------------------------------- |
| 1.       | #26      | ジェイミー・マクマレー | フォード | ラウシュ・フェンウェイ・レーシング |
| 2.       | #5       | カイル・ブッシュ       | シボレー | ヘンドリック・モータースポーツ     |
| 3.       | #2       | カート・ブッシュ       | ダッジ   | ペンスキー・レーシング             |
| 4.       | #99      | カール・エドワーズ     | フォード | ラウシュ・フェンウェイ・レーシング |
| 5.       | #24      | ジェフ・ゴードン       | シボレー | ヘンドリック・モータースポーツ     |
| 6.       | #16      | グレッグ・ビッフル     | フォード | ラウシュ・フェンウェイ・レーシング |
| 7.       | #07      | クリント・ボウヤー     | シボレー | リチャード・チルドレス・レーシング |
| 8.       | #17      | マット・ケンゼス       | フォード | ラウシュ・フェンウェイ・レーシング |
| 9.       | #9       | ケイシー・ケーン       | ダッジ   | エヴァーナム・モータースポーツ     |
| 10.      | #48      | ジミー・ジョンソン     | シボレー | ヘンドリック・モータースポーツ     |

予選落ち（雨のため予選取りやめ）： ジェレミー・メイフィールド (#36), A.J.アルメンディンガー (#84), ラリー・フォイト (#49), マイケル・ウォルトリップ (#55), ケヴィン・レペイジ (#37), ウォード・バートン (#4), ボリス・セッド (#60), マイク・ウォレス (#09), エリック・マクルーア (#04), カーク・シェルマーディン (#27)

### USGシートロック400
| トップ10 | トップ10 | トップ10               | トップ10 | トップ10                           |
| 順位     | 車番     | ドライバー             | 使用車両 | チーム                             |
| -------- | -------- | ---------------------- | -------- | ---------------------------------- |
| 1.       | #20      | トニー・スチュワート   | シボレー | ジョー・ギブス・レーシング         |
| 2.       | #17      | マット・ケンゼス       | フォード | ラウシュ・フェンウェイ・レーシング |
| 3.       | #99      | カール・エドワーズ     | フォード | ラウシュ・フェンウェイ・レーシング |
| 4.       | #29      | ケヴィン・ハーヴィック | シボレー | リチャード・チルドレス・レーシング |
| 5.       | #25      | ケイシー・メアーズ     | シボレー | ヘンドリック・モータースポーツ     |
| 6.       | #2       | カート・ブッシュ       | ダッジ   | ペンスキー・レーシング             |
| 7.       | #31      | ジェフ・バートン       | シボレー | リチャード・チルドレス・レーシング |
| 8.       | #12      | ライアン・ニューマン   | ダッジ   | ペンスキー・レーシング             |
| 9.       | #24      | ジェフ・ゴードン       | シボレー | ヘンドリック・モータースポーツ     |
| 10.      | #07      | クリント・ボウヤー     | シボレー | リチャード・チルドレス・レーシング |

予選落ち： スコット・リグス (#10), ケヴィン・レペイジ (#37), デイル・ジャレット (#44), ケニー・ウォレス (#78), ブライアン・ヴィッカーズ, (#83) A.J.アルメンディンガー (#84)

### オールステート400アット・ザ・ブリックヤード
| トップ10 | トップ10 | トップ10                       | トップ10 | トップ10                           |
| 順位     | 車番     | ドライバー                     | 使用車両 | チーム                             |
| -------- | -------- | ------------------------------ | -------- | ---------------------------------- |
| 1.       | #20      | トニー・スチュワート           | シボレー | ジョー・ギブス・レーシング         |
| 2.       | #42      | ファン・パブロ・モントーヤ (R) | ダッジ   | チップ・ガナッシ・レーシング       |
| 3.       | #24      | ジェフ・ゴードン               | シボレー | ヘンドリック・モータースポーツ     |
| 4.       | #5       | カイル・ブッシュ               | シボレー | ヘンドリック・モータースポーツ     |
| 5.       | #41      | リード・ソレンソン             | ダッジ   | チップ・ガナッシ・レーシング       |
| 6.       | #01      | マーク・マーティン             | シボレー | デイル・アーンハート・インク       |
| 7.       | #29      | ケヴィン・ハーヴィック         | シボレー | リチャード・チルドレス・レーシング |
| 8.       | #31      | ジェフ・バートン               | シボレー | リチャード・チルドレス・レーシング |
| 9.       | #22      | デイヴ・ブラニー               | トヨタ   | ビル・デイヴィス・レーシング       |
| 10.      | #17      | マット・ケンゼス               | フォード | ラウシュ・フェンウェイ・レーシング |

予選落ち： ジョー・ネメチェク (#08),  ジェレミー・メイフィールド (#36), ケヴィン・レペイジ (#37), デイル・ジャレット (#44),  ケニー・ウォレス (#78), A.J.アルメンディンガー (#84).
NOTE： レース後のインタビューがスピードウェイ・パブリック・アドレス・システムおよびESPNで放送され、トニー・スチュワートは「this one is for everyone in the stands who pull for me and have to take all the bull---- from everyone else.」とのように発言した。7月31日にスチュワートは25,000ドルの罰金を科された。スチュワートとチームオーナーのジョー・ギブズはNASCARのレギュレーション - レースの放送において卑猥な言葉を発した - に反したとして25ポイントが減算された。

### ペンシルベニア500
| トップ10 | トップ10 | トップ10                | トップ10 | トップ10                           |
| 順位     | 車番     | ドライバー              | 使用車両 | チーム                             |
| -------- | -------- | ----------------------- | -------- | ---------------------------------- |
| 1.       | #2       | カート・ブッシュ        | ダッジ   | ペンスキー・レーシング             |
| 2.       | #8       | デイル・アーンハートJr. | シボレー | デイル・アーンハート・インク       |
| 3.       | #11      | デニー・ハムリン        | シボレー | ジョー・ギブス・レーシング         |
| 4.       | #24      | ジェフ・ゴードン        | シボレー | ヘンドリック・モータースポーツ     |
| 5.       | #48      | ジミー・ジョンソン      | シボレー | ヘンドリック・モータースポーツ     |
| 6.       | #20      | トニー・スチュワート    | シボレー | ジョー・ギブス・レーシング         |
| 7.       | #12      | ライアン・ニューマン    | ダッジ   | ペンスキー・レーシング             |
| 8.       | #07      | クリント・ボウヤー      | シボレー | リチャード・チルドレス・レーシング |
| 9.       | #01      | マーク・マーティン      | シボレー | デイル・アーンハート・インク       |
| 10.      | #25      | ケイシー・メアーズ      | シボレー | ヘンドリック・モータースポーツ     |

予選落ち： マイク・ブリス (#49), ケヴィン・レペイジ (#37), ケニー・ウォレス (#78), A.J.アルメンディンガー (#84).

ジェフ・ゴードンは2007年のチェイスフォーザネクステルカップに進出した初のドライバーとなった。

### センチュリオン・ボーツ・アット・ザ・グレン
| トップ10 | トップ10 | トップ10                             | トップ10 | トップ10                           |
| 順位     | 車番     | ドライバー                           | 使用車両 | チーム                             |
| -------- | -------- | ------------------------------------ | -------- | ---------------------------------- |
| 1.       | #20      | トニー・スチュワート                 | シボレー | ジョー・ギブス・レーシング         |
| 2.       | #11      | デニー・ハムリン                     | シボレー | ジョー・ギブス・レーシング         |
| 3.       | #48      | ジミー・ジョンソン                   | シボレー | ヘンドリック・モータースポーツ     |
| 4.       | #96      | ロン・フェローズ                     | シボレー | ホール・オブ・フェイム・レーシング |
| 5.       | #7       | ロビー・ゴードン                     | フォード | ロビー・ゴードン・モータースポーツ |
| 6.       | #1       | マーティン・トゥーレックス・ジュニア | シボレー | デイル・アーンハート・インク       |
| 7.       | #5       | カイル・ブッシュ                     | シボレー | ヘンドリック・モータースポーツ     |
| 8.       | #99      | カール・エドワーズ                   | フォード | ラウシュ・フェンウェイ・レーシング |
| 9.       | #24      | ジェフ・ゴードン                     | シボレー | ヘンドリック・モータースポーツ     |
| 10.      | #16      | グレッグ・ビッフル                   | フォード | ラウシュ・フェンウェイ・レーシング |

予選落ち（雨のため予選取りやめ）： マーコス・アンブローズ (#77), A.J.アルメンディンガー (#84), ウォード・バートン (#4), クラウス・グラフ (#49), ボリス・セッド (#60)*, ブライアン・シモ (#37).
NOTE： 8月11日の土曜日に、ビル・エリオットがセッドに代わってウッド・ブラザーズ/JTGフォードの#21号車をドライブすることが発表された。

### 3Mパフォーマンス400
| トップ10 | トップ10 | トップ10                             | トップ10 | トップ10                           |
| 順位     | 車番     | ドライバー                           | 使用車両 | チーム                             |
| -------- | -------- | ------------------------------------ | -------- | ---------------------------------- |
| 1.       | #2       | カート・ブッシュ                     | ダッジ   | ペンスキー・レーシング             |
| 2.       | #1       | マーティン・トゥーレックス・ジュニア | シボレー | デイル・アーンハート・インク       |
| 3.       | #48      | ジミー・ジョンソン                   | シボレー | ヘンドリック・モータースポーツ     |
| 4.       | #17      | マット・ケンゼス                     | フォード | ラウシュ・フェンウェイ・レーシング |
| 5.       | #11      | デニー・ハムリン                     | シボレー | ジョー・ギブス・レーシング         |
| 6.       | #22      | デイヴ・ブラニー                     | トヨタ   | ビル・デイヴィス・レーシング       |
| 7.       | #99      | カール・エドワーズ                   | フォード | ラウシュ・フェンウェイ・レーシング |
| 8.       | #83      | ブライアン・ヴィッカーズ             | トヨタ   | レッドブル・レーシング             |
| 9.       | #43      | ボビー・ラボンテ                     | ダッジ   | ペティ・エンタープライゼス         |
| 10.      | #20      | トニー・スチュワート                 | シボレー | ジョー・ギブス・レーシング         |

NOTE： レースはグリーン・ホワイト・チェッカーのため406マイルに延長
予選落ち： ジェレミー・メイフィールド (#36) , デイル・ジャレット (#44), スコット・ウィマー (#78), A.J.アルメンディンガー (#84), ケヴィン・レペイジ (#37)
デニー・ハムリンが5位でフィニッシュし、2007年のチェイスフォーザネクステルカップに進出した2番目のドライバーとなった。

### シャーピー500
| トップ10 | トップ10 | トップ10                | トップ10 | トップ10                               |
| 順位     | 車番     | ドライバー              | 使用車両 | チーム                                 |
| -------- | -------- | ----------------------- | -------- | -------------------------------------- |
| 1.       | #99      | カール・エドワーズ      | フォード | ラウシュ・フェンウェイ・レーシング     |
| 2.       | #9       | ケイシー・ケーン        | ダッジ   | ジレット・エバーナム・モータースポーツ |
| 3.       | #07      | クリント・ボウヤー      | シボレー | リチャード・チルドレス・レーシング     |
| 4.       | #20      | トニー・スチュワート    | シボレー | ジョー・ギブス・レーシング             |
| 5.       | #8       | デイル・アーンハートJr. | シボレー | デイル・アーンハート・インク           |
| 6.       | #2       | カート・ブッシュ        | ダッジ   | ペンスキー・レーシング                 |
| 7.       | #12      | ライアン・ニューマン    | ダッジ   | ペンスキー・レーシング                 |
| 8.       | #43      | ボビー・ラボンテ        | ダッジ   | ペティ・エンタープライゼス             |
| 9.       | #5       | カイル・ブッシュ        | シボレー | ヘンドリック・モータースポーツ         |
| 10.      | #16      | グレッグ・ビッフル      | フォード | ラウシュ・フェンウェイ・レーシング     |

予選落ち： デヴィッド・リューティマン (#00), スターリング・マーリン (#78), ブライアン・ヴィッカーズ (#83), ケヴィン・レペイジ (#37), スタントン・バーレット (#34).

### シャープ・アクオス500
| トップ10 | トップ10 | トップ10                             | トップ10 | トップ10                               |
| 順位     | 車番     | ドライバー                           | 使用車両 | チーム                                 |
| -------- | -------- | ------------------------------------ | -------- | -------------------------------------- |
| 1.       | #48      | ジミー・ジョンソン                   | シボレー | ヘンドリック・モータースポーツ         |
| 2.       | #99      | カール・エドワーズ                   | フォード | ラウシュ・フェンウェイ・レーシング     |
| 3.       | #5       | カイル・ブッシュ                     | シボレー | ヘンドリック・モータースポーツ         |
| 4.       | #31      | ジェフ・バートン                     | シボレー | リチャード・チルドレス・レーシング     |
| 5.       | #8       | デイル・アーンハートJr.              | シボレー | デイル・アーンハート・インク           |
| 6.       | #1       | マーティン・トゥーレックス・ジュニア | シボレー | デイル・アーンハート・インク           |
| 7.       | #17      | マット・ケンゼス                     | フォード | ラウシュ・フェンウェイ・レーシング     |
| 8.       | #83      | ブライアン・ヴィッカーズ             | トヨタ   | レッドブル・レーシング                 |
| 9.       | #2       | カート・ブッシュ                     | ダッジ   | ペンスキー・レーシング                 |
| 10.      | #9       | ケイシー・ケーン                     | ダッジ   | ジレット・エバーナム・モータースポーツ |

予選落ち： ウォード・バートン (#4), スコット・リグス (#10), デイル・ジャレット (#44).

### シェビー・ロックアンドロール400
| トップ10 | トップ10 | トップ10                 | トップ10 | トップ10                               |
| 順位     | 車番     | ドライバー               | 使用車両 | チーム                                 |
| -------- | -------- | ------------------------ | -------- | -------------------------------------- |
| 1        | #48      | ジミー・ジョンソン       | シボレー | ヘンドリック・モータースポーツ         |
| 2        | #20      | トニー・スチュワート     | シボレー | ジョー・ギブス・レーシング             |
| 3        | #6       | デヴィッド・レーガン (R) | フォード | ラウシュ・フェンウェイ・レーシング     |
| 4        | #24      | ジェフ・ゴードン         | シボレー | ヘンドリック・モータースポーツ         |
| 5        | #70      | ジョニー・サウター       | シボレー | ハースCNCレーシング                    |
| 6        | #11      | デニー・ハムリン         | シボレー | ジョー・ギブス・レーシング             |
| 7        | #29      | ケヴィン・ハーヴィック   | シボレー | リチャード・チルドレス・レーシング     |
| 8        | #9       | ケイシー・ケーン         | ダッジ   | ジレット・エバーナム・モータースポーツ |
| 9        | #2       | カート・ブッシュ         | ダッジ   | ペンスキー・レーシング                 |
| 10       | #18      | J.J.イェリー             | シボレー | ジョー・ギブス・レーシング             |

予選落ち： ウォード・バートン (#4), ジェレミー・メイフィールド (#36), ケヴィン・レペイジ (#37), マイケル・ウォルトリップ (#55).

## チェイスフォーザネクステルカップ

### シルヴァニア300
| トップ10 （黄色はチェイス参加ドライバー） | トップ10 （黄色はチェイス参加ドライバー） | トップ10 （黄色はチェイス参加ドライバー） | トップ10 （黄色はチェイス参加ドライバー） | トップ10 （黄色はチェイス参加ドライバー） |
| 順位                                      | 車番                                      | ドライバー                                | 使用車両                                  | チーム                                    |
| ----------------------------------------- | ----------------------------------------- | ----------------------------------------- | ----------------------------------------- | ----------------------------------------- |
| 1.                                        | #07                                       | クリント・ボウヤー                        | シボレー                                  | リチャード・チルドレス・レーシング        |
| 2.                                        | #24                                       | ジェフ・ゴードン                          | シボレー                                  | ヘンドリック・モータースポーツ            |
| 3.                                        | #20                                       | トニー・スチュワート                      | シボレー                                  | ジョー・ギブス・レーシング                |
| 4.                                        | #5                                        | カイル・ブッシュ                          | シボレー                                  | ヘンドリック・モータースポーツ            |
| 5.                                        | #1                                        | マーティン・トゥーレックス・ジュニア      | シボレー                                  | デイル・アーンハート・インク              |
| 6.                                        | #48                                       | ジミー・ジョンソン                        | シボレー                                  | ヘンドリック・モータースポーツ            |
| 7.                                        | #17                                       | マット・ケンゼス                          | フォード                                  | ラウシュ・フェンウェイ・レーシング        |
| 8.                                        | #25                                       | ケイシー・メアーズ                        | シボレー                                  | ヘンドリック・モータースポーツ            |
| 9.                                        | #12                                       | ライアン・ニューマン                      | ダッジ                                    | ペンスキー・レーシング                    |
| 10.                                       | #18                                       | J.J.イェリー                              | シボレー                                  | ジョー・ギブス・レーシング                |

予選落ち： サム・ホーニッシュJr. (#06), ジェレミー・メイフィールド (#36), ケヴィン・レペイジ (#37), デイル・ジャレット (#44), マイケル・ウォルトリップ (#55), ボリス・セッド (#60).
NOTE： ジョン・アンドレッティ (#49) は予選を通過したものの、予選後の検査で失格し、彼のポジションはセッドに与えられた。

### ダッジ・ディーラーズ400
| トップ10 （黄色はチェイス参加ドライバー） | トップ10 （黄色はチェイス参加ドライバー） | トップ10 （黄色はチェイス参加ドライバー） | トップ10 （黄色はチェイス参加ドライバー） | トップ10 （黄色はチェイス参加ドライバー） |
| 順位                                      | 車番                                      | ドライバー                                | 使用車両                                  | チーム                                    |
| ----------------------------------------- | ----------------------------------------- | ----------------------------------------- | ----------------------------------------- | ----------------------------------------- |
| 1.                                        | #99                                       | カール・エドワーズ                        | フォード                                  | ラウシュ・フェンウェイ・レーシング        |
| 2.                                        | #16                                       | グレッグ・ビッフル                        | フォード                                  | ラウシュ・フェンウェイ・レーシング        |
| 3.                                        | #8                                        | デイル・アーンハートJr.                   | シボレー                                  | デイル・アーンハート・インク              |
| 4.                                        | #01                                       | マーク・マーティン                        | シボレー                                  | デイル・アーンハート・インク              |
| 5.                                        | #5                                        | カイル・ブッシュ                          | シボレー                                  | ヘンドリック・モータースポーツ            |
| 6.                                        | #25                                       | ケイシー・メアーズ                        | シボレー                                  | ヘンドリック・モータースポーツ            |
| 7.                                        | #31                                       | ジェフ・バートン                          | シボレー                                  | リチャード・チルドレス・レーシング        |
| 8.                                        | #26                                       | ジェイミー・マクマレー                    | フォード                                  | ラウシュ・フェンウェイ・レーシング        |
| 9.                                        | #20                                       | トニー・スチュワート                      | シボレー                                  | ジョー・ギブス・レーシング                |
| 10.                                       | #42                                       | ファン・パブロ・モントーヤ (R)            | ダッジ                                    | チップ・ガナッシ・レーシング              |

予選落ち： ウォード・バートン (#4), スコット・ウィマー (#33), サム・ホーニッシュJr. (#06), ケヴィン・レペイジ (#37), デイヴ・ブラニー (#22), ジェレミー・メイフィールド (#36).

### ライフロック400
| トップ10 （黄色はチェイス参加ドライバー） | トップ10 （黄色はチェイス参加ドライバー） | トップ10 （黄色はチェイス参加ドライバー） | トップ10 （黄色はチェイス参加ドライバー） | トップ10 （黄色はチェイス参加ドライバー） |
| 順位                                      | 車番                                      | ドライバー                                | 使用車両                                  | チーム                                    |
| ----------------------------------------- | ----------------------------------------- | ----------------------------------------- | ----------------------------------------- | ----------------------------------------- |
| 1.                                        | #16                                       | グレッグ・ビッフル                        | フォード                                  | ラウシュ・フェンウェイ・レーシング        |
| 2.                                        | #07                                       | クリント・ボウヤー                        | シボレー                                  | リチャード・チルドレス・レーシング        |
| 3.                                        | #48                                       | ジミー・ジョンソン                        | シボレー                                  | ヘンドリック・モータースポーツ            |
| 4.                                        | #25                                       | ケイシー・メアーズ                        | シボレー                                  | ヘンドリック・モータースポーツ            |
| 5.                                        | #24                                       | ジェフ・ゴードン                          | シボレー                                  | ヘンドリック・モータースポーツ            |
| 6.                                        | #29                                       | ケヴィン・ハーヴィック                    | シボレー                                  | リチャード・チルドレス・レーシング        |
| 7.                                        | #41                                       | リード・ソレンソン                        | ダッジ                                    | チップ・ガナッシ・レーシング              |
| 8.                                        | #19                                       | エリオット・サドラー                      | ダッジ                                    | ジレット・エバーナム・モータースポーツ    |
| 9.                                        | #9                                        | ケイシー・ケーン                          | ダッジ                                    | ジレット・エバーナム・モータースポーツ    |
| 10.                                       | #8                                        | デイル・アーンハートJr.                   | シボレー                                  | デイル・アーンハート・インク              |

NOTE： レースは夕闇と雨のため210ラップで終了
予選落ち： A.J.アルメンディンガー (#84); ブライアン・ヴィッカーズ (#83); ジョン・ウッド (#47) ウォード・バートン (#4).

### UAWフォード500
| トップ10 （黄色はチェイス参加ドライバー） | トップ10 （黄色はチェイス参加ドライバー） | トップ10 （黄色はチェイス参加ドライバー） | トップ10 （黄色はチェイス参加ドライバー） | トップ10 （黄色はチェイス参加ドライバー） |
| 順位                                      | 車番                                      | ドライバー                                | 使用車両                                  | チーム                                    |
| ----------------------------------------- | ----------------------------------------- | ----------------------------------------- | ----------------------------------------- | ----------------------------------------- |
| 1.                                        | #24                                       | ジェフ・ゴードン                          | シボレー                                  | ヘンドリック・モータースポーツ            |
| 2.                                        | #48                                       | ジミー・ジョンソン                        | シボレー                                  | ヘンドリック・モータースポーツ            |
| 3.                                        | #22                                       | デイヴ・ブラニー                          | トヨタ                                    | ビル・デイヴィス・レーシング              |
| 4.                                        | #11                                       | デニー・ハムリン                          | シボレー                                  | ジョー・ギブス・レーシング                |
| 5.                                        | #12                                       | ライアン・ニューマン                      | ダッジ                                    | ペンスキー・レーシング                    |
| 6.                                        | #25                                       | ケイシー・メアーズ                        | シボレー                                  | ヘンドリック・モータースポーツ            |
| 7.                                        | #2                                        | カート・ブッシュ                          | ダッジ                                    | ペンスキー・レーシング                    |
| 8.                                        | #20                                       | トニー・スチュワート                      | シボレー                                  | ジョー・ギブス・レーシング                |
| 9.                                        | #96                                       | トニー・レインズ                          | シボレー                                  | ホール・オブ・フェイム・レーシング        |
| 10.                                       | #41                                       | リード・ソレンソン                        | ダッジ                                    | チップ・ガナッシ・レーシング              |

予選落ち： ウォード・バートン (#4), サム・ホーニッシュJr. (#06), スターリング・マーリン (#09), スコット・リグス (#10). ジェレミー・メイフィールド (#36), ケヴィン・レペイジ (#37), ボリス・セッド (#60), A.J.アルメンディンガー (#84).

### バンク・オブ・アメリカ500
| トップ10 （黄色はチェイス参加ドライバー） | トップ10 （黄色はチェイス参加ドライバー） | トップ10 （黄色はチェイス参加ドライバー） | トップ10 （黄色はチェイス参加ドライバー） | トップ10 （黄色はチェイス参加ドライバー） |
| 順位                                      | 車番                                      | ドライバー                                | 使用車両                                  | チーム                                    |
| ----------------------------------------- | ----------------------------------------- | ----------------------------------------- | ----------------------------------------- | ----------------------------------------- |
| 1.                                        | #24                                       | ジェフ・ゴードン                          | シボレー                                  | ヘンドリック・モータースポーツ            |
| 2.                                        | #07                                       | クリント・ボウヤー                        | シボレー                                  | リチャード・チルドレス・レーシング        |
| 3.                                        | #5                                        | カイル・ブッシュ                          | シボレー                                  | ヘンドリック・モータースポーツ            |
| 4.                                        | #31                                       | ジェフ・バートン                          | シボレー                                  | リチャード・チルドレス・レーシング        |
| 5.                                        | #99                                       | カール・エドワーズ                        | フォード                                  | ラウシュ・フェンウェイ・レーシング        |
| 6.                                        | #22                                       | デイヴ・ブラニー                          | トヨタ                                    | ビル・デイヴィス・レーシング              |
| 7.                                        | #20                                       | トニー・スチュワート                      | シボレー                                  | ジョー・ギブス・レーシング                |
| 8.                                        | #9                                        | ケイシー・ケーン                          | ダッジ                                    | ジレット・エバーナム・モータースポーツ    |
| 9.                                        | #40                                       | デヴィッド・ストリーム                    | ダッジ                                    | チップ・ガナッシ・レーシング              |
| 10.                                       | #55                                       | マイケル・ウォルトリップ                  | トヨタ                                    | マイケル・ウォルトリップ・レーシング      |

予選落ち： サム・ホーニッシュJr. (#06), カール・ロング (#08), カーク・シェルマーディン (#27), デイル・ジャレット (#44), ジョー・ネメチェク (#78), ブライアン・ヴィッカーズ (#83).

### サブウェイ500
| トップ10 （黄色はチェイス参加ドライバー） | トップ10 （黄色はチェイス参加ドライバー） | トップ10 （黄色はチェイス参加ドライバー） | トップ10 （黄色はチェイス参加ドライバー） | トップ10 （黄色はチェイス参加ドライバー） |
| 順位                                      | 車番                                      | ドライバー                                | 使用車両                                  | チーム                                    |
| ----------------------------------------- | ----------------------------------------- | ----------------------------------------- | ----------------------------------------- | ----------------------------------------- |
| 1.                                        | #48                                       | ジミー・ジョンソン                        | シボレー                                  | ヘンドリック・モータースポーツ            |
| 2.                                        | #12                                       | ライアン・ニューマン                      | ダッジ                                    | ペンスキー・レーシング                    |
| 3.                                        | #24                                       | ジェフ・ゴードン                          | シボレー                                  | ヘンドリック・モータースポーツ            |
| 4.                                        | #5                                        | カイル・ブッシュ                          | シボレー                                  | ヘンドリック・モータースポーツ            |
| 5.                                        | #17                                       | マット・ケンゼス                          | フォード                                  | ラウシュ・フェンウェイ・レーシング        |
| 6.                                        | #11                                       | デニー・ハムリン                          | シボレー                                  | ジョー・ギブス・レーシング                |
| 7.                                        | #16                                       | グレッグ・ビッフル                        | フォード                                  | ラウシュ・フェンウェイ・レーシング        |
| 8.                                        | #42                                       | ファン・パブロ・モントーヤ (R)            | ダッジ                                    | チップ・ガナッシ・レーシング              |
| 9.                                        | #07                                       | クリント・ボウヤー                        | シボレー                                  | リチャード・チルドレス・レーシング        |
| 10.                                       | #29                                       | ケヴィン・ハーヴィック                    | シボレー                                  | リチャード・チルドレス・レーシング        |

予選落ち： サム・ホーニッシュJr. (#06), ジェレミー・メイフィールド (#36), ケヴィン・レペイジ (#37), ジョー・ネメチェク (#78), ブライアン・ヴィッカーズ (#83).

### ペプボーイズオート500
| トップ10 （黄色はチェイス参加ドライバー） | トップ10 （黄色はチェイス参加ドライバー） | トップ10 （黄色はチェイス参加ドライバー） | トップ10 （黄色はチェイス参加ドライバー） | トップ10 （黄色はチェイス参加ドライバー） |
| 順位                                      | 車番                                      | ドライバー                                | 使用車両                                  | チーム                                    |
| ----------------------------------------- | ----------------------------------------- | ----------------------------------------- | ----------------------------------------- | ----------------------------------------- |
| 1.                                        | #48                                       | ジミー・ジョンソン                        | シボレー                                  | ヘンドリック・モータースポーツ            |
| 2.                                        | #99                                       | カール・エドワーズ                        | フォード                                  | ラウシュ・フェンウェイ・レーシング        |
| 3.                                        | #41                                       | リード・ソレンソン                        | ダッジ                                    | チップ・ガナッシ・レーシング              |
| 4.                                        | #17                                       | マット・ケンゼス                          | フォード                                  | ラウシュ・フェンウェイ・レーシング        |
| 5.                                        | #31                                       | ジェフ・バートン                          | シボレー                                  | リチャード・チルドレス・レーシング        |
| 6.                                        | #07                                       | クリント・ボウヤー                        | シボレー                                  | リチャード・チルドレス・レーシング        |
| 7.                                        | #24                                       | ジェフ・ゴードン                          | シボレー                                  | ヘンドリック・モータースポーツ            |
| 8.                                        | #2                                        | カート・ブッシュ                          | ダッジ                                    | ペンスキー・レーシング                    |
| 9.                                        | #9                                        | ケイシー・ケーン                          | ダッジ                                    | ジレット・エバーナム・モータースポーツ    |
| 10.                                       | #83                                       | ブライアン・ヴィッカーズ                  | トヨタ                                    | レッドブル・レーシング                    |

予選落ち： デヴィッド・リューティマン (#00), ウォード・バートン (#4), サム・ホーニッシュJr. (#06), バーニー・ラマー (#08), マイク・スキナー (#36),

### ディッキーズ500
| トップ10 （黄色はチェイス参加ドライバー） | トップ10 （黄色はチェイス参加ドライバー） | トップ10 （黄色はチェイス参加ドライバー） | トップ10 （黄色はチェイス参加ドライバー） | トップ10 （黄色はチェイス参加ドライバー） |
| 順位                                      | 車番                                      | ドライバー                                | 使用車両                                  | チーム                                    |
| ----------------------------------------- | ----------------------------------------- | ----------------------------------------- | ----------------------------------------- | ----------------------------------------- |
| 1.                                        | #48                                       | ジミー・ジョンソン                        | シボレー                                  | ヘンドリック・モータースポーツ            |
| 2.                                        | #17                                       | マット・ケンゼス                          | フォード                                  | ラウシュ・フェンウェイ・レーシング        |
| 3.                                        | #1                                        | マーティン・トゥーレックス・ジュニア      | シボレー                                  | デイル・アーンハート・インク              |
| 4.                                        | #5                                        | カイル・ブッシュ                          | シボレー                                  | ヘンドリック・モータースポーツ            |
| 5.                                        | #12                                       | ライアン・ニューマン                      | ダッジ                                    | ペンスキー・レーシング                    |
| 6.                                        | #31                                       | ジェフ・バートン                          | シボレー                                  | リチャード・チルドレス・レーシング        |
| 7.                                        | #24                                       | ジェフ・ゴードン                          | シボレー                                  | ヘンドリック・モータースポーツ            |
| 8.                                        | #2                                        | カート・ブッシュ                          | ダッジ                                    | ペンスキー・レーシング                    |
| 9.                                        | #9                                        | ジェイミー・マクマレー                    | フォード                                  | ラウシュ・フェンウェイ・レーシング        |
| 10.                                       | #29                                       | ケヴィン・ハーヴィック                    | シボレー                                  | リチャード・チルドレス・レーシング        |

予選落ち： ウォード・バートン (#4), バーニー・ラマー (#08), ジョン・アンドレッティ (#49), マイケル・ウォルトリップ (#55)

### チェッカー・オートパーツ500プレゼンテッド・バイ・ペンズオイル
| トップ10 （黄色はチェイス参加ドライバー） | トップ10 （黄色はチェイス参加ドライバー） | トップ10 （黄色はチェイス参加ドライバー） | トップ10 （黄色はチェイス参加ドライバー） | トップ10 （黄色はチェイス参加ドライバー） |
| 順位                                      | 車番                                      | ドライバー                                | 使用車両                                  | チーム                                    |
| ----------------------------------------- | ----------------------------------------- | ----------------------------------------- | ----------------------------------------- | ----------------------------------------- |
| 1.                                        | #48                                       | ジミー・ジョンソン                        | シボレー                                  | ヘンドリック・モータースポーツ            |
| 2.                                        | #16                                       | グレッグ・ビッフル                        | フォード                                  | ラウシュ・フェンウェイ・レーシング        |
| 3.                                        | #17                                       | マット・ケンゼス                          | フォード                                  | ラウシュ・フェンウェイ・レーシング        |
| 4.                                        | #20                                       | トニー・スチュワート                      | シボレー                                  | ジョー・ギブス・レーシング                |
| 5.                                        | #12                                       | ライアン・ニューマン                      | ダッジ                                    | ペンスキー・レーシング                    |
| 6.                                        | #29                                       | ケヴィン・ハーヴィック                    | シボレー                                  | リチャード・チルドレス・レーシング        |
| 7.                                        | #1                                        | マーティン・トゥーレックス・ジュニア      | シボレー                                  | デイル・アーンハート・インク              |
| 8.                                        | #5                                        | カイル・ブッシュ                          | シボレー                                  | ヘンドリック・モータースポーツ            |
| 9.                                        | #31                                       | ジェフ・バートン                          | シボレー                                  | リチャード・チルドレス・レーシング        |
| 10.                                       | #24                                       | ジェフ・ゴードン                          | シボレー                                  | ヘンドリック・モータースポーツ            |

予選落ち： デヴィッド・リューティマン (#00), ウォード・バートン (#4), デイル・ジャレット (#44), ジョン・アンドレッティ (#49), マイケル・ウォルトリップ (#55), A.J.アルメンディンガー (#84).

### フォード400
| トップ10 （黄色はチェイス参加ドライバー） | トップ10 （黄色はチェイス参加ドライバー） | トップ10 （黄色はチェイス参加ドライバー） | トップ10 （黄色はチェイス参加ドライバー） | トップ10 （黄色はチェイス参加ドライバー） |
| 順位                                      | 車番                                      | ドライバー                                | 使用車両                                  | チーム                                    |
| ----------------------------------------- | ----------------------------------------- | ----------------------------------------- | ----------------------------------------- | ----------------------------------------- |
| 1.                                        | #17                                       | マット・ケンゼス                          | フォード                                  | ラウシュ・フェンウェイ・レーシング        |
| 2.                                        | #2                                        | カート・ブッシュ                          | ダッジ                                    | ペンスキー・レーシング                    |
| 3.                                        | #11                                       | デニー・ハムリン                          | シボレー                                  | ジョー・ギブス・レーシング                |
| 4.                                        | #24                                       | ジェフ・ゴードン                          | シボレー                                  | ヘンドリック・モータースポーツ            |
| 5.                                        | #99                                       | カール・エドワーズ                        | フォード                                  | ラウシュ・フェンウェイ・レーシング        |
| 6.                                        | #1                                        | マーティン・トゥーレックス・ジュニア      | シボレー                                  | デイル・アーンハート・インク              |
| 7.                                        | #48                                       | ジミー・ジョンソン                        | シボレー                                  | ヘンドリック・モータースポーツ            |
| 8.                                        | #31                                       | ジェフ・バートン                          | シボレー                                  | リチャード・チルドレス・レーシング        |
| 9.                                        | #01                                       | マーク・マーティン                        | シボレー                                  | デイル・アーンハート・インク              |
| 10.                                       | #6                                        | デヴィッド・レーガン(R)                   | フォード                                  | ラウシュ・フェンウェイ・レーシング        |

予選落ち： トッド・ボーディン (#4), バーニー・ラマー (#08), ジョン・アンドレッティ (#49), マイケル・ウォルトリップ (#55), ジョー・ネメチェク (#78), A.J.アルメンディンガー (#84).

## 参照
1. ↑  “Standings: 2007 Manufacturer Standings”.  NASCAR; Turner Sports and Entertainment Digital Network. 2009年9月11日閲覧。